# Musée d'Artillerie
Pour l’article homonyme, voir Musée de l'Artillerie.
Le musée d’Artillerie était une institution muséale française, de 1797 à 1905, considéré comme l’ancêtre du musée de l'Armée et créé dans l'objectif de conserver des arts militaires.
De 1797 à 1905, le musée d'Artillerie collecte et conserve plus de 14 000 œuvres et objets, qu’il présente d’abord dans l’ancien noviciat des Dominicains de Saint-Thomas d’Aquin puis à l’Hôtel national des Invalides à partir de 1872. On y retrouve différents objets relevant du patrimoine militaire : armes, armures, emblèmes, souvenirs historiques ou encore vestiges archéologiques. Conçu comme un conservatoire des évolutions de l’armement, le musée est un établissement accessible au grand public depuis sa création. En 1905, le musée d’Artillerie fusionne avec le musée historique de l’Armée pour créer le musée de l’Armée, ce dernier héritant de leurs collections respectives.
Le musée d'Artillerie n’est pas à confondre avec le musée de l'Artillerie, situé à Draguignan dans le Var.

## Histoire du musée d'Artillerie

### Origines
Les origines du musée d’Artillerie s’inscrivent dans une longue tradition de conservation et d’étude des armements, dont les prémices remontent à la fin du XVIIe siècle. Un inventaire de 1634 fait notamment mention d'un « Cabinet des Armes du Roi » dans les appartements de l'Arsenal.
Dès 1685, le maréchal d’Humières, grand maître de l’Artillerie, entreprend d’organiser un dépôt d’armes portatives et de modèles réduits à l’Arsenal, destiné à servir d’outil pédagogique pour l’instruction des officiers. Ce premier projet, qui visait à instaurer une approche scientifique de la production et de l’usage des armes, est néanmoins abandonné par ses successeurs, le duc du Maine et le comte d’Eu. L'idée est de rassembler au même endroit les armes royales et d'ordonnance et les stocks des équipements réglementaires de l'armée française : le lieu est alors à la fois une fonderie, un arsenal et un conservatoire situé près de la Bastille.

Ce n’est qu’en 1755, sous l’impulsion du lieutenant général de Vallière père, premier inspecteur général de l’Artillerie, que l’idée d’un inventaire des modèles existants se concrétise. Cet inventaire, qui rassemble les premières pièces de la collection d’Humières, est considéré par certains comme la première expression officielle du futur musée d’Artillerie. 

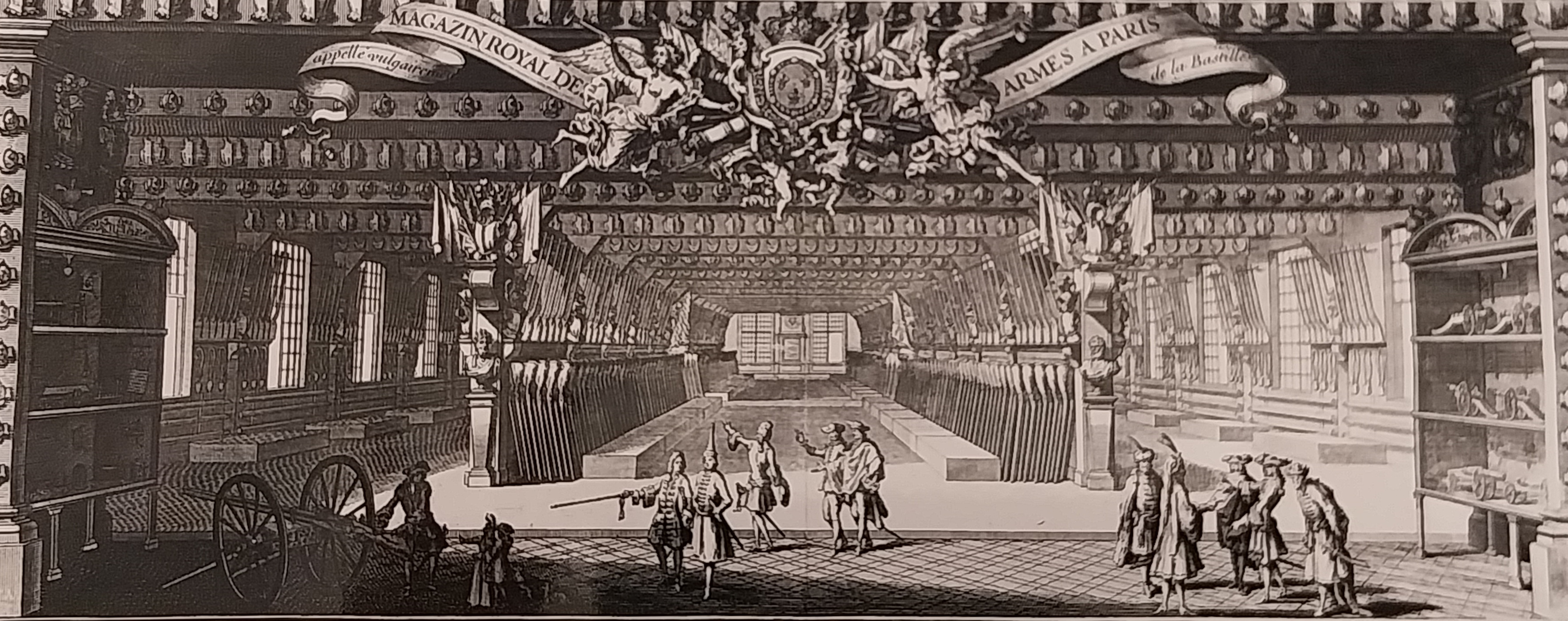
Le magasin royal des armes à la Bastille, dans les années 1780

La Révolution française joue un rôle décisif dans l’enrichissement des collections. En 1788, Jean-Baptiste Vaquette de Gribeauval et Rolland de Bellebrune obtiennent l’autorisation du ministre de la Guerre de constituer un dépôt-bibliothèque d’artillerie. Ce dépôt a pour vocation de rassembler, de manière systématique, les modèles de bouches à feu, le matériel complémentaire et les armes en service dans les armées françaises et étrangères. Gribeauval en est nommé directeur et Bellebrune conservateur. Toutefois, le pillage de l’arsenal le 14 juillet 1789 disperse en grande partie ces collections, seuls les petits modèles de Gribeauval étant sauvés par Bellebrune.
C’est dans ce contexte que le Dépôt des armes anciennes est officiellement créé en 1793 sous l’impulsion d’Edme Régnier, armurier et mécanicien d’armes, avec l’approbation de l’administration de la fabrication des armes. Grâce aux saisies révolutionnaires, ses collections s’enrichissent considérablement, notamment avec des armes issues du Garde-meuble de la Couronne. À cela s’ajoutent des ensembles prestigieux, comme l’arsenal de la ville de Strasbourg, la collection des ducs de Bouillon-Turenne à Sedan, les armes des Condé au château de Chantilly ou encore les modèles réduits d’artillerie réunis par le duc du Maine. Ce fonds exceptionnel constituera le noyau du futur musée d’Artillerie, dont l’héritage perdure aujourd’hui au sein du musée de l’Armée.
En 1795, ces collections sont intégrées au Dépôt central de l’Artillerie, qui s’installe dans l’ancien noviciat des Dominicains de Saint-Thomas-d’Aquin. Le 28 novembre 1797, le dépôt devient officiellement un musée, placé sous la responsabilité du comité central de l’artillerie relevant du ministère de la Guerre. Son rôle dépasse alors celui d’un simple entrepôt : il devient un conservatoire des évolutions de l’armement, destiné à documenter les progrès technologiques et à servir d’outil pédagogique pour les officiers. Sous l’Empire, en 1806, le musée est rebaptisé musée impérial d’Artillerie et continue de s’enrichir notamment grâce aux prélèvements issus des campagnes napoléoniennes. L’objectif du musée reste avant tout technique, bien que certaines pièces, dont celles issues des trophées de guerre, prennent une valeur historique.

### Localisations

#### L'Ancien Noviciat des Dominicains (1793-1871)

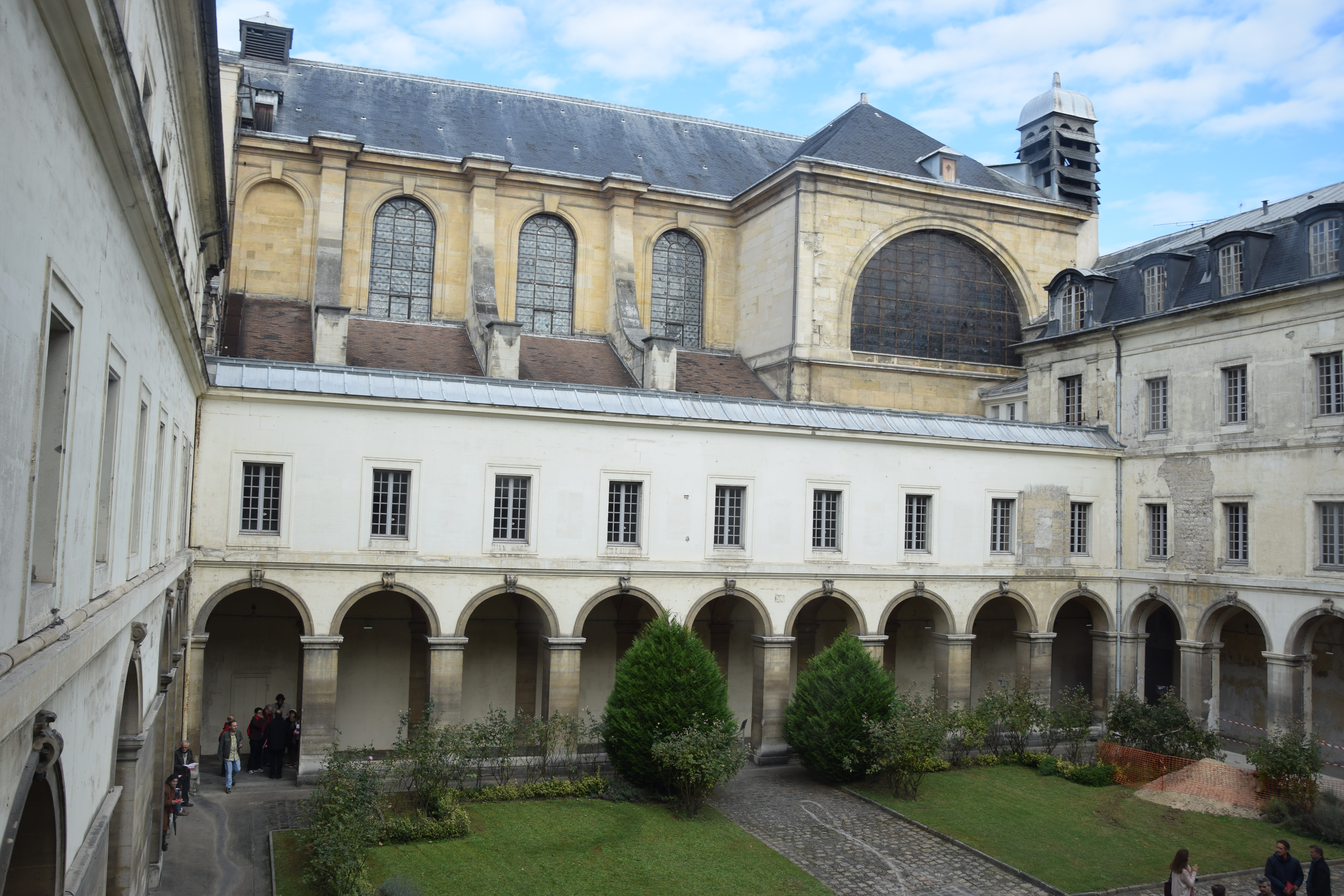
Vue sur cour de l'ancien Noviciat des Dominicains

Jusqu’en 1871, le musée est situé dans le même bâtiment que l’ensemble des services du Dépôt central, soit l’ancien noviciat des Dominicains, dans le VIIe arrondissement de Paris, fondé en 1632. En effet, la Révolution française met un terme à la fonction religieuse du bâtiment et devient une propriété de l’armée qui affecte les lieux à la manufacture d’armes. Le comité central d’artillerie s'y installe dès 1795. Le cloître sert ensuite à entreposer les armes obsolètes récupérées au fil des guerres et conquêtes et devient musée. Le site de l’artillerie représente alors une surface de 14 000 m2.

En 1814, ce premier musée se déploie dans l'ancienne bibliothèque du noviciat, mais, celle-ci s'avérant rapidement trop petite, on lui adjoint les quatre galeries au-dessus du cloitre, ainsi qu'au au rez-de-chaussée, l'ancien réfectoire. Au moment de la crise des Cents Jours et de la défaite napoléonienne de Waterloo, les collections sont envoyées à La Rochelle afin d'éviter qu'elles tombent entre les mains des coalisés, ce qui a pour effet de limiter au maximum les pertes lors de la signature du Traité de Paris. Seules quelques pièces d'artillerie restées sur place étant envoyées à Londres et à Berlin. En 1820, les locaux bénéficient d'une rénovation, présentant un état qui reste le leur jusqu'au transfert du musée à l'Hôtel des Invalides, après la chute du Second Empire en 1870. 

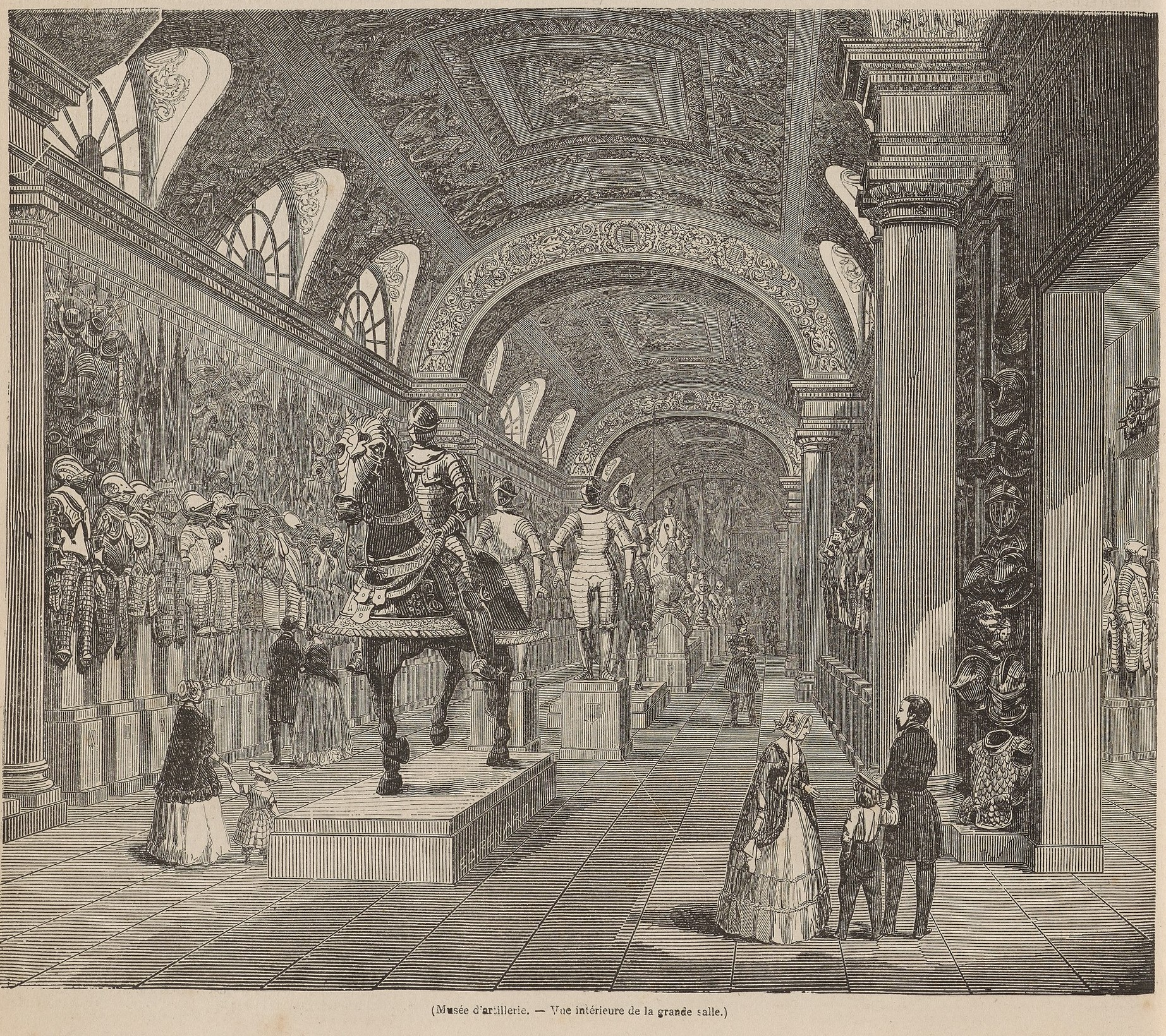
Vue intérieure de la grande salle, illustration de 1846

En 1862, la distribution intérieure du musée est telle qu'on entre au rez-de-chaussée par un vestibule orné de bouches à feu de diverses époques et provenances. Vient ensuite une grande salle qui abrite les collections de modèles d'artillerie, d'armes, de machines et de projets d'armement miniatures, ainsi que des armes étrangères portatives, mais aussi des collections venues de Chine après l'ambassade française de 1846 et le pillage du Palais d'été de Beijing en 1861. Les galeries du cloître, quant à elles, présentent des bouches à feu françaises et étrangères allant du XIVe au milieu du XIXe siècles. Les armes dites offensives et défensives sont disposées au premier étage, avec les armures, casques, boucliers et masses d'armes dans la grande salle dite « Galerie des armures » et les armes plus légères dans les galeries au-dessus du cloître.

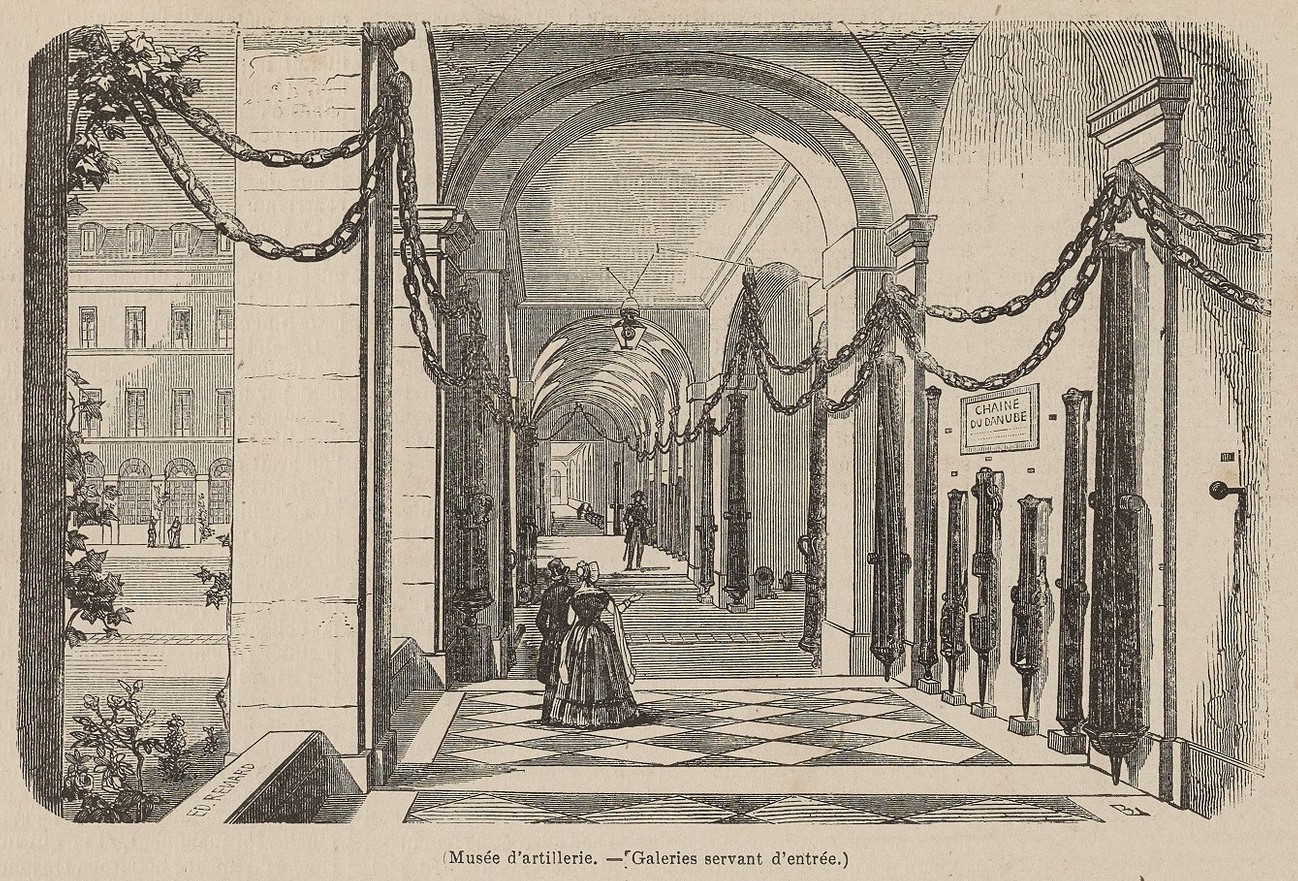
Galeries servant d'entrée, illustration de 1846

L'architecture et la décoration du musée, en particulier la Galerie des armures ne semble toutefois pas satisfaire l'ensemble des visiteurs. En effet, ce premier site, ancien établissement religieux, trahit sa fonction première qui n'a guère de rapport avec le domaine militaire et l'aménagement des espaces n'a pas particulièrement transformé l'édifice. C'est ainsi qu'en 1857, Théophile Gautier écrit :
« La portion la plus intéressante du Musée, pour quelqu'un qui n'est ni officier d'artillerie, ni militaire, c'est la galerie des Armures, peuplée de fantômes de fer, carapaces vidées des héros qui les animaient et qui conservent encore l'attitude de la vie [...] et l'illusion serait complète si l'architecture malheureuse de cette salle ne la contrariait : jetez bas en idée ces grosses colonnes de stuc jaune qui saillent si inopportunément de distance en distance ; couvrez le mur en lambris de chêne jusqu'à mi-hauteur ; tendez au-dessus un cuir de Cordoue ou de Bohême ou bien encore une vieille tapisserie passée de ton ; effacez les plates grisailles de la voûte et remplacez les par un plafond à poutres et à solives en relief, d'une nuance relevée à propos de quelques filets d'or ; accrochez à la corniche, suivant l'ordre chronologique, les blasons des grands maîtres de l'artillerie et vous aurez, sans grand frais, la salle d'arme d'un château ou d'un bourg féodal [...].»

#### L'Hôtel des Invalides (1871-1905)
Puis en 1871, la direction de l’Artillerie étant à l’étroit dans ses locaux et le nombre de pensionnaires ayant beaucoup diminué à l'Hôtel des Invalides, le musée d’Artillerie s’y installe, occupant l’aile occidentale de la cour d’honneur. Le déménagement des collections est bénéfique mais insuffisant. En effet, les collections sont entassées dans des magasins.

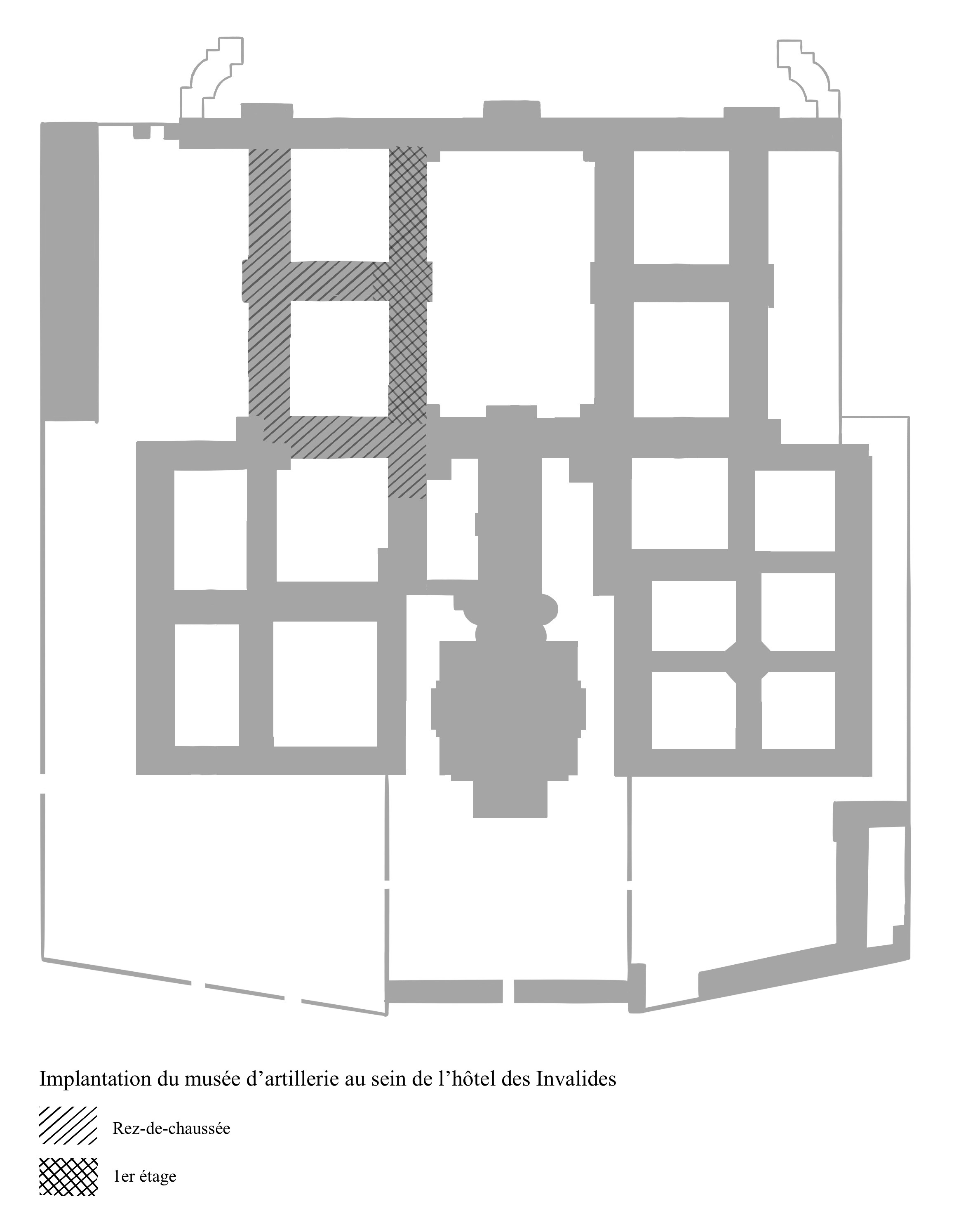
Implantation du musée d'Artillerie au sein de l'Hôtel des Invalides
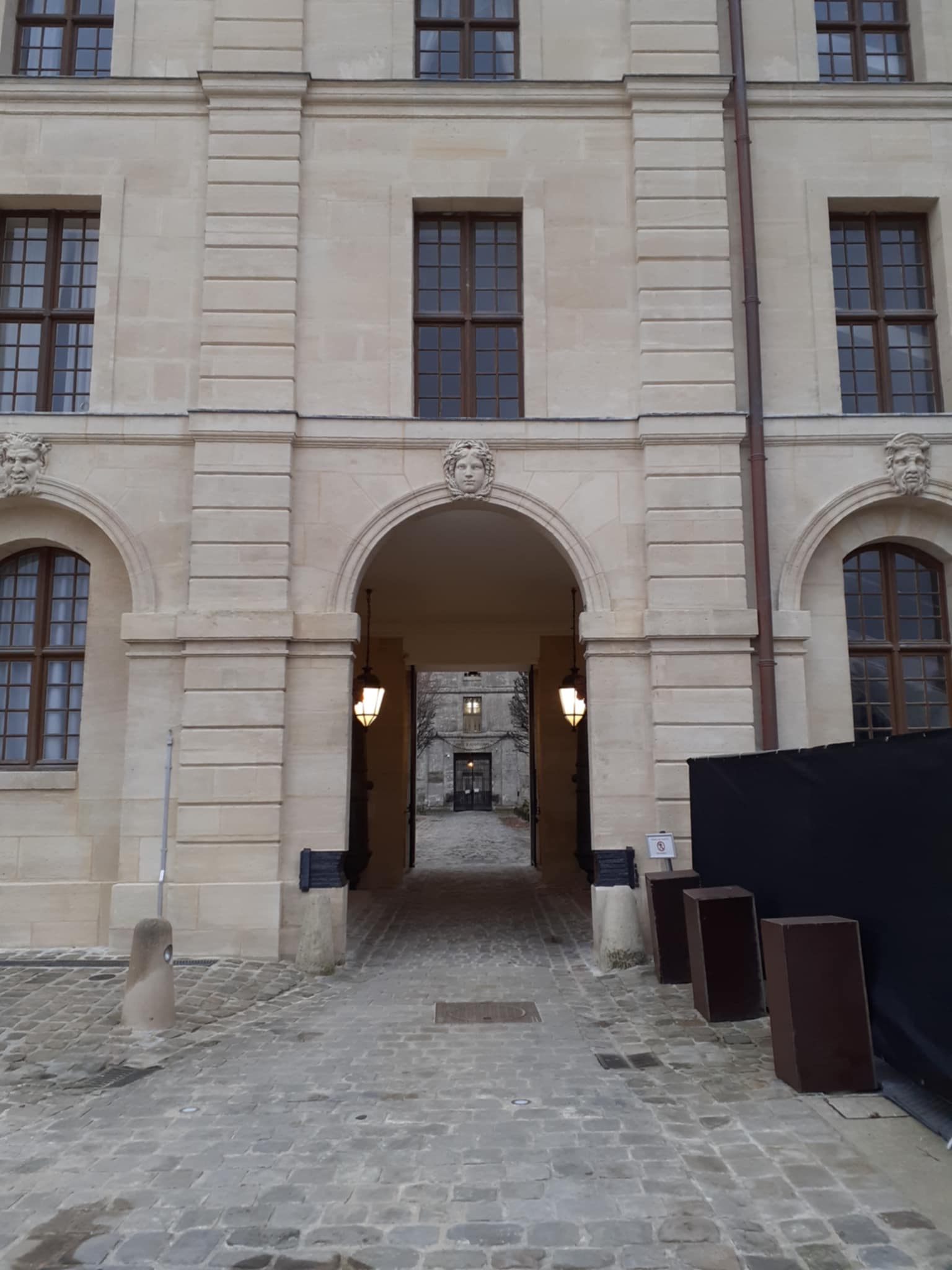
L'entrée du musée d'Artillerie se faisait par le fond de la cour d'Angoulême (actuellement interdite au public)
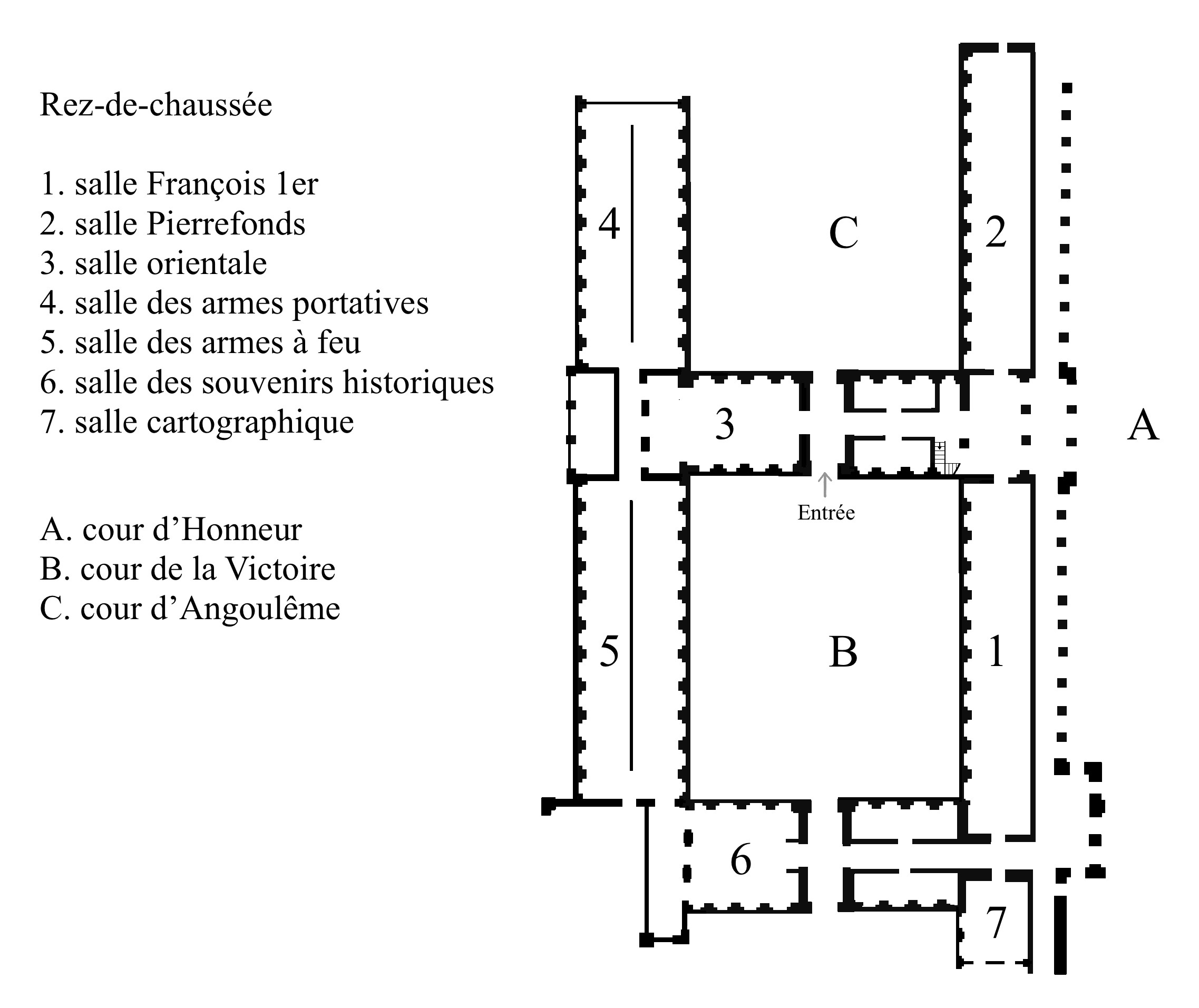
Plan du rez-de-chaussée du musée d'Artillerie avant 1905.
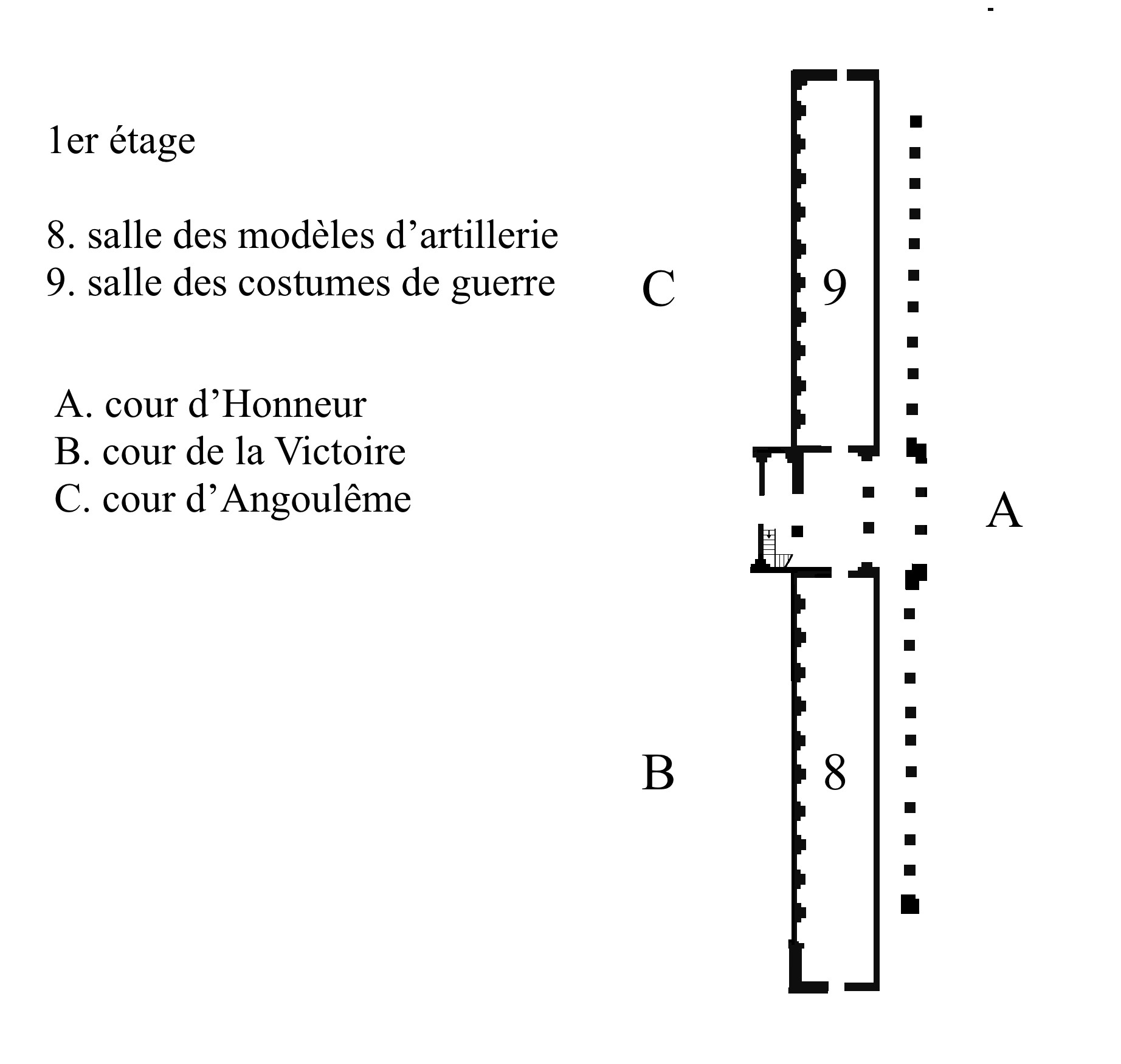
Plan du premier étage du musée d'Artillerie.

L'entrée se fait alors, non par la cour d'honneur des Invalides, mais par le portail reliant la cour extérieure à la cour d'Angoulême. Cette cour, ainsi que la cour des Victoires, font partie intégrante du musée et du parcours de visite avec la présentation de pièces d'artilleries et autres bouches à feu, de différentes époques et provenances. On accède ensuite aux salles par un vestibule situé dans le corps de bâtiment séparant les deux cours. En 1901, le musée comporte onze galeries et espaces d'exposition, en incluant les cours, huit présents dès 1871 et trois ayant été rajoutés entre 1876 et 1900.
Au rez-de-chaussée, un corridor conduit à deux galeries le long de la cour d'honneur des Invalides, correspondant à deux des anciens réfectoires de pensionnaires. Celui du nord est baptisé « salle François Ier » (dit aujourd'hui la « salle royale ») et abrite des armures françaises dont certaines ont appartenu aux souverains français. Au plafond y flotte des drapeaux nationaux, originaux ou reconstitués, allant du règne de Charlemagne à la IIIe République. Le réfectoire sud lui, devient la « salle Pierrefonds » (rebaptisé « salle Henri IV » après la Première Guerre mondiale, elle est aujourd'hui la « salle de l'Europe »). À l'opposé, du côté du boulevard de La Tour-Maubourg, se trouve, dans ce qui était les anciennes cuisines du XVIIe siècle, la « salle orientale » (devenue ensuite « salle Kléber » et actuelle « salle médiévale »). Elle abrite des armes venues de régions lointaines, puis deux galeries divisées dans le sens de leurs longueurs par des cloisons à l'emplacement d'anciennes chambres et dortoirs d'invalides. Au nord, le long de la cour d'Angoulême se trouve l'une des deux galeries, la « salle des armes portatives » (actuelle « salle Louis XIII ») avec les armes blanches, côté cour et les armes portatives, côté boulevard. Et au sud, le long de la cour des Victoires, se trouve la seconde galerie, la salle des armes à feu (actuel « Arsenal »), avec les armes à feu, côté cour, et les armes antiques et l'historique du pistolet, côté boulevard. Ensuite, au sud de la cour des Victoires, se trouve la « salle des souvenirs historiques » (actuellement dédiée aux joutes et aux tournois) aménagée vers 1900 qui présente des objets personnels de différents monarques français et de leur entourage militaire, puis, dans le prolongement de la salle Pierrefonds, la « galerie ethnographique », ouverte en 1877.
Les deux grandes salles du rez-de-chaussée, anciens réfectoires, présentent encore aujourd'hui des décors peints, partiellement recouverts de badigeons, exécutés entre 1678 et 1680 et attribués aux peintres Jacques Antoine Friquet de Vauroze, Michel II Corneille et Joseph Parrocel. Ils représentent des batailles remportées par les armées de Louis XIV durant les guerres de Dévolution et de Hollande. Les scènes de la salle François Ier (actuelle salle royale) représentent La Prise de Maastricht, La Destruction de Dinant, La Bataille de Senef, La Levée du siège d'Audenarde par les armées confédérées des Espagnols, des Impériaux et des Hollandais, La Prise de Huy et La Prise des Limbourg. Sur le même principe, la salle de Pierrefonds présente La Prise de Cambrai, Le Secours de Maëstricht, La Bataille de Cassel, La Prise de Gand, La Prise de Condé, Les Deux armées devant Valencienne, La Prise de Bouchain, La Prise de Saint-Omer et La Prise de la ville d'Aire.
Au premier étage se trouve deux autres galeries, à l'emplacement de plusieurs de chambres et dortoirs du XVIIe siècle. La « salle des modèles d'artillerie » (ensuite renommée « salle Gallieni » et actuelle « salle Alsace-Lorraine ») se trouve au-dessus de la salle François Ier et la « salle des costumes de guerre » (rebaptisée ensuite « salle Pétain » et actuelle « salle Joffre ») ouverte elle en 1876 au-dessus de la salle Pierrefonds.

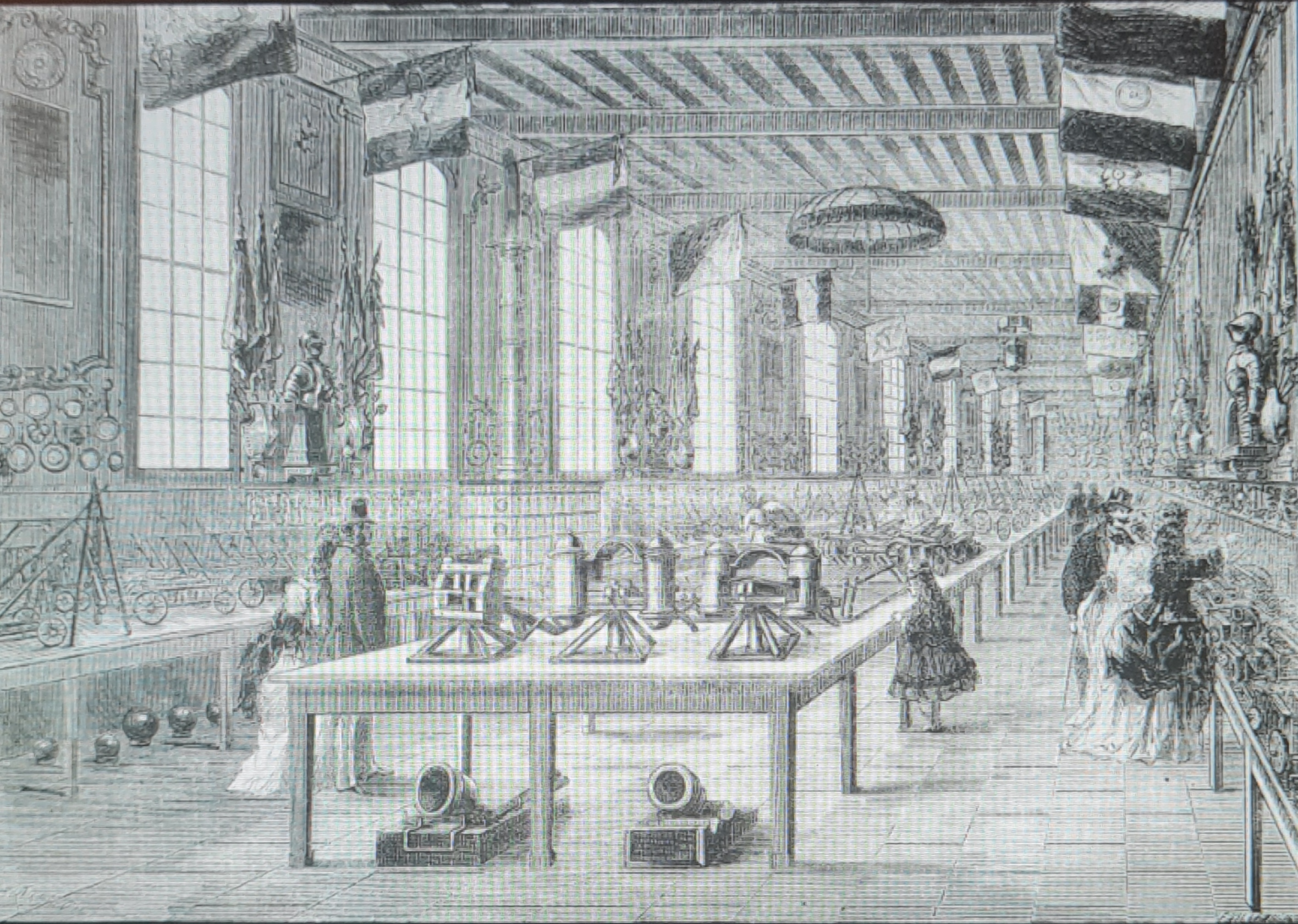
Estampe présentant la salle des petits modèles d'artillerie au sein du musée

### Missions
Le musée est sous la gestion de la direction de l’artillerie. Sa principale mission est de conserver la mémoire et l’évolution de l’armement au profit des travaux d’amélioration et d’expérimentation des officiers d’artillerie. Le musée d’Artillerie se définit dès lors comme « un musée d’études où tous ceux qui s’occupent de l’histoire militaire et du progrès de l’armement à toutes les époques peuvent trouver de précieux renseignements ».
Ce statut fait du musée d’Artillerie un établissement accessible au grand public, auquel il présente l’ensemble de ses collections. À partir du milieu du XIXe siècle, le musée décide de constituer un panorama complet de l’évolution historique et géographique des techniques militaires. L'objectif du musée est de renforcer le lien entre les Français et leur armée, et présenter au public les grandes heures et les exploits de l’Armée française, d’un point de vue technique et historique,.

### L’Artillerie au service de l’éducation: Reconnaissance comme institution éducative
Le musée de l'Artillerie est l'une des institutions les plus représentatives de la préservation du patrimoine militaire en France. L’idée de constituer une collection d’objets liés à l’artillerie s’inscrit dans un projet plus large d’organisation des armées et de gestion des équipements militaires.
Les origines du musée remontent à la fin du XVIIIe siècle, une période où la France, à l’instar d’autres nations européennes, prit conscience de l’importance de préserver et de valoriser ses armements. Sous l’impulsion d’officiers militaires, à la fin du règne de Louis XVI, l’idée d’un musée destiné à la conservation des armes et objets d’artillerie devient une priorité nationale. En 1795, le général de Vallière, alors directeur de l'artillerie, initie une première tentative de centralisation des collections. Bien que modeste, cette initiative marque le début d’une véritable politique de conservation du patrimoine militaire.

Le musée prend véritablement forme en 1796, avec la création du musée d'Artillerie dans les locaux de l'Hôtel des Invalides. Dès ses débuts, sa vocation dépasse la simple conservation : il vise à mettre à disposition des militaires des objets servants d’instruments pédagogiques. L’objectif était de montrer l’évolution des armements, de la poudre noire aux premières armes à feu, et de fournir une source d’enseignement sur les techniques et les stratégies militaires à travers les expositions. 

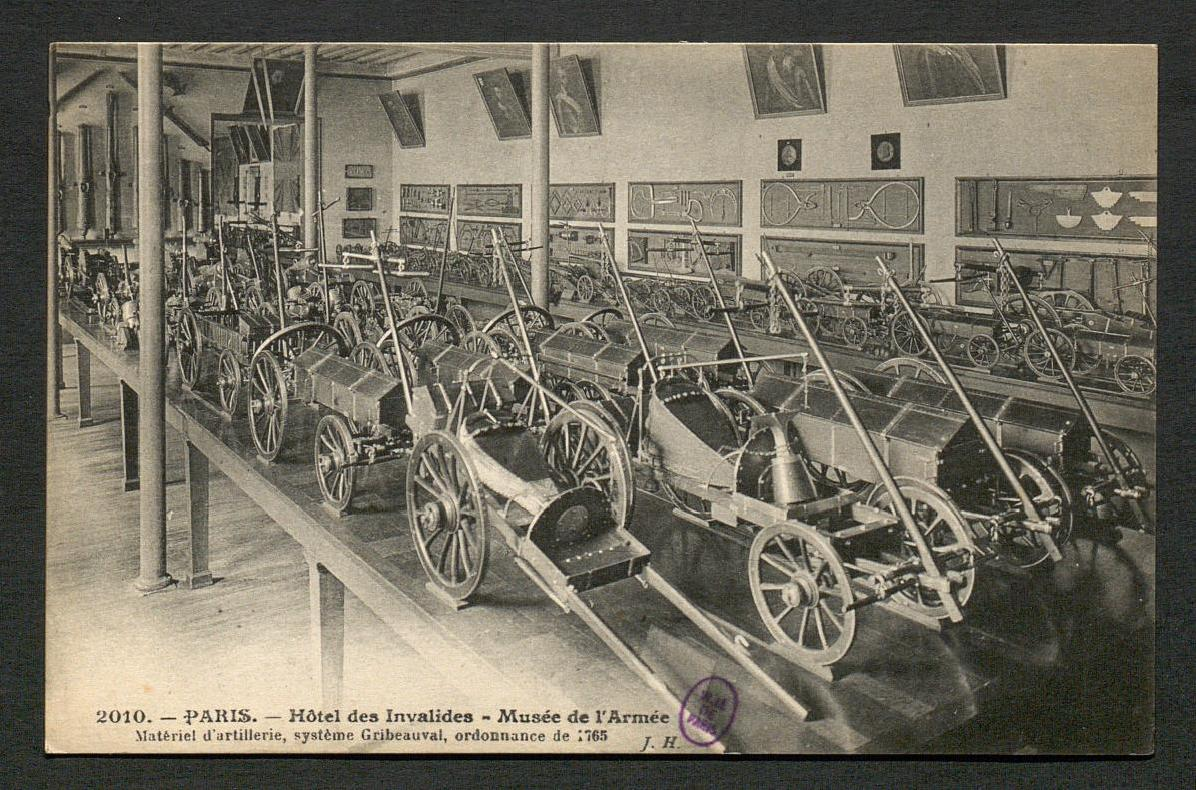
Matériel d'artillerie exposé au musée de l'Armée, Hôtel des Invalides.

À la fin du XIXe siècle, sous la direction d'Octave Penguilly l'Haridon, le musée d'Artillerie adopte une vision novatrice du musée en tant que lieu de diffusion des connaissances. Selon lui, un musée ne doit pas se limiter à une simple accumulation d’objets historiques ou militaires, mais doit être un moyen méthodique et organisé de transmission de savoirs. Penguilly l'Haridon décrit le musée comme un espace où les objets sont réunis et exposés de manière à enseigner, non seulement l’histoire de l’artillerie, mais aussi les principes de la science et de la stratégie militaire. Pour lui, « l’enseignement mis à la portée de tout le monde » est essentiel, et un musée comme celui de l'Artillerie doit répondre aux exigences de son temps.
À travers ces collections, le musée de l'Artillerie ne se limite pas à la présentation des objets historiques, mais suscite également une réflexion sur les transformations des armées et l’évolution des stratégies militaires. Cette approche fait du musée une ressource précieuse pour les chercheurs, les historiens, mais aussi pour le grand public. Le musée se distingue par ses collections vastes et variées, couvrant plusieurs siècles d’histoire militaire, mais aussi des objets ethnographiques, des trophées militaires, des décorations et des reproductions de costumes de guerre.
Une des initiatives marquantes du musée est la création de galeries telles que la Galerie du costume de guerre et la Galerie du costume ethnographique. Ces espaces, agrémentés de mannequins grandeur nature, permettent aux visiteurs de mieux comprendre les évolutions des équipements militaires dans différentes cultures et époques. Ces expositions constituent un véritable outil pédagogique, essentiel pour appréhender la diversité des traditions guerrières à travers le monde.
Au-delà de la présentation d’objets, le musée joue un rôle clé dans un contexte où la connaissance des institutions militaires tend à se dissiper. Il permet aux citoyens de renouer avec le patrimoine militaire et de mieux comprendre les liens entre l’Armée et la société française. En ne se contentant pas d’exposer du matériel militaire, le musée sait replacer ces objets dans leur contexte historique et sociopolitique, illustrant le rôle fondamental de l’artillerie dans les grands moments de l’histoire de France.

### Direction et administration

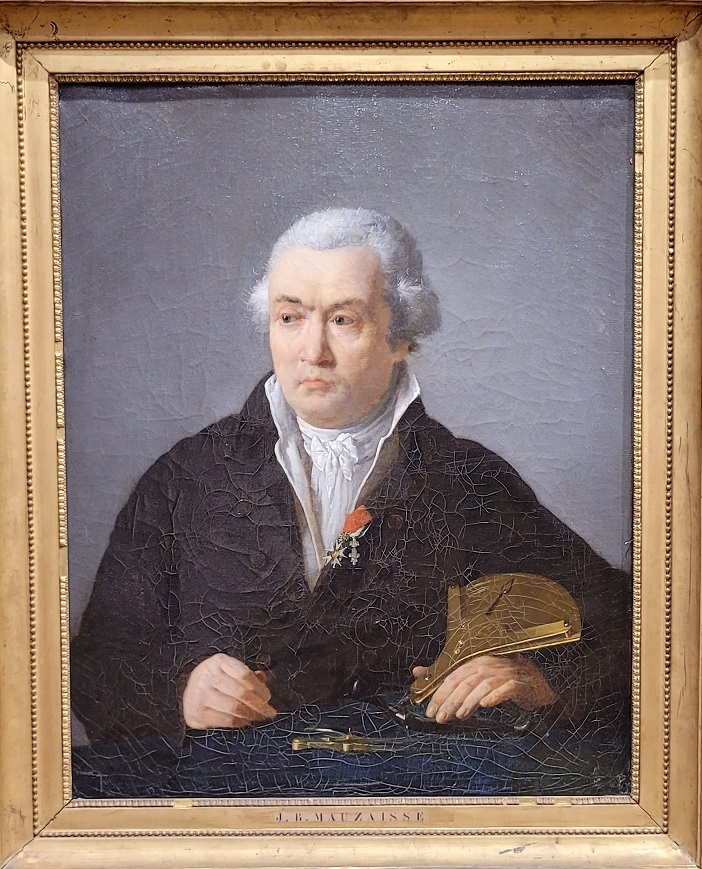
Portrait d'Edme Régnier

Le premier conservateur du musée d’Artillerie est Edme Régnier (1751-1825), de 1796 à1816. Contrôleur d’armes, inventeur et premier mécanicien de Bourgogne, il est chargé en 1794 par l’administration de la fabrication des armes de recueillir les armes curieuses qui se trouvent alors dans les maisons des émigrés et les établissements publics.
En 1793, une fois installé à Paris, il devient administrateur de la Commission des armes portatives. Il sauve de la destruction de nombreuses armes considérées hors d’usage, mais ayant un intérêt technique. Ce sont ces armes qui constituent les premiers fonds le musée d’Artillerie. Le travail de sauvegarde et de conservation de Edme Régnier et de ses successeurs permet par la suite au musée de l’Armée de compter dans ses collections des objets importants.
Lui succèdent, :
- François-Joseph Servois (1767-1847), de 1816 à 1827 qui réalise tout un travail sur l’organisation des salles de Saint Thomas d’Aquin, telles qu’elles subsistent jusqu’en 1870 avant le déménagement du musée aux Invalides en 1871.
- Philippe de Carpegna (1782-1841), de 1827 à 1841.
- Félix de Saulcy dit l’archéologue Félicien (1807-1880), de 1841 à 1856.
- Le lieutenant-colonel d’artillerie et peintre Octave Penguilly L’Haridon (1811-1870), de 1856 à 1870.

Ce dernier décédant pendant la guerre contre la Prusse, n’est remplacé qu’en 1871 par le colonel Lucien Le Clerc (1822-1900), jusqu’en 1880. C’est à ce dernier que revient la mission du transfert du musée et des collections aux Invalides.
- Le colonel Léon Robert (1825-1893), de 1880 à 1893.
- Le colonel François Bernadac (1828-1904), de 1893 à 1903.
- Le lieutenant-colonel Édouard-Alexandre Hardy (1844-1910), de 1903 à 1905.

En 1905, à la création du musée de l’Armée, Hardy en devient le directeur technique administratif.
En dehors du conservateur, le musée d’Artillerie dispose d’un secrétaire, de personnels techniques œuvrant à l’entretien des œuvres et de gardiens. L’établissement bénéficie enfin d’un budget, délivré par la direction de l’Artillerie, lui permettant d’acquérir des collections.

## Les Collections du musée d'Artillerie

### Les collections initiales
Fondé en 1797, le musée conserve un panel d’objets plus large que le domaine de l’artillerie : il détient la majeure partie des collections du cabinet d’armes du Garde-meuble de la Couronne, des armes et armures issues de saisies révolutionnaires et impériales, en restant un conservatoire des évolutions de l’armement au profit de la direction de l’Artillerie. Le musée remplit deux types d’objets principaux : les pièces concernant la science et l’histoire militaire et les objets relatifs aux beaux-arts. Pour l'époque ce genre de collection apporte aux savants, amateurs et artistes des renseignements sur les arts militaires qu’ils ne pouvaient se procurer dans d’autres institutions. Par ailleurs, le règlement du Dépôt central dont dépend le musée, précise : « Les archives, la bibliothèque, le dépôt des cartes et plans, le musée et la collection des grands modèles sont à la disposition du comité [de l’artillerie] pour ses travaux ».

### Typologie de la collection et objets phares
La collection du musée d'Artillerie se constitue sur plusieurs héritages et acquisitions. Le premier fonds est assemblé du garde-meuble de la Couronne, des dépôts Feuillants de Régnier et des collections de l'Arsenal de la Bastille. Vinrent ensuite l'armurerie du prince de Condé, les arsenaux de province dont celui de Strasbourg (qui permet l'acquisition d'armes recueillis en Prusse par l'Artillerie après la bataille d'Austerlitz), les armes collectées pendant les campagnes napoléoniennes, les collections royales réunies dans le musée et transférées aux Invalides en 1871, la collection du château de Pierrefonds, ainsi que d'autres dons privés.
Parmi les objets phares de la collection du garde-meuble, on y trouve : 
- Le colletin de Louis XIII[4][32],[33] : il s'agit d'une pièce d’armure datant du XVIIᵉ siècle, caractéristique de l’équipement militaire de l’époque. Il s’agit d’un élément de protection couvrant le cou et les épaules, souvent porté en complément d’une cuirasse. Ce type de défense était particulièrement prisé au début de l’époque moderne pour sa capacité à offrir une protection sans entraver les mouvements du porteur. Ce colletin se distingue par un décor en godrons, une ornementation réalisée en repoussé, qui témoigne du raffinement des techniques de l’armurerie au XVIIᵉ siècle. L’usage de motifs décoratifs sur les armures de cette période était courant, notamment dans les équipements destinés aux souverains et aux hauts dignitaires[34].
- Les armures d’Henri II et d’Henri IV, de Sully et de Richelieu : L'armure dite "du dauphin" a été réalisée pour Henri d'Orléans, futur Henri II . Cette pièce, mesurant 1,74 mètre et pesant 19,7 kg, est composée de fer noirci damasquiné d'argent. Destinée à un usage militaire, elle témoigne du savoir-faire des armuriers de la Renaissance. Jusqu'en 1797, cette armure était conservée au Garde-Meuble de la Couronne. L'armure attribuée à Henri IV, datant d'environ 1600, est une demi-armure pesant 28,6 kg. Son poids et son épaisseur inhabituelle suggèrent qu'elle était conçue pour offrir une protection accrue lors des combats. Ce type d'équipement était traditionnellement utilisé par les cavaliers lourds de l'époque. L’armure attribuée à Maximilien de Béthune, duc de Sully (1559-1641), est une demi-armure en acier forgé, probablement réalisée à la fin du XVIᵉ siècle. Elle se distingue par sa conception fonctionnelle, adaptée aux combats montés et à la protection lors des batailles. Sully, ministre d’Henri IV et grand maître de l’artillerie, était un militaire aguerri, et son armure reflète l’évolution des équipements de guerre vers des protections plus légères et maniables à la fin de la Renaissance. Quant à l’armure attribuée à Armand Jean du Plessis, cardinal de Richelieu (1585-1642), elle témoigne de la place que pouvaient encore occuper les ecclésiastiques dans les affaires militaires au XVIIᵉ siècle. Bien que Richelieu soit principalement connu pour son rôle politique et diplomatique sous Louis XIII, il avait également le titre de surintendant des armées royales. L’armure qui lui est associée présente un travail soigné du métal, reflétant à la fois son statut de haut dignitaire et l’importance stratégique qu’il accordait aux questions militaires[35].
- L’armure et l'épée de François Ier : L'armure équestre de François Ier, est commandée en janvier 1539 par Ferdinand Ier, frère de Charles Quint, cette armure devait être offerte en présent diplomatique au roi. Achevée en 1540 par les armuriers Jörg Seusenhofer et Degen Pirger à Innsbruck, elle n'a jamais été remise à son destinataire en raison de la reprise des hostilités entre la France et l'Empire. L'armure est restée à Innsbruck jusqu'au XIXᵉ siècle, avant de rejoindre les collections du musée de l'Armée. Elle se distingue par sa conception modulaire, permettant différentes configurations pour la guerre ou les tournois, et par ses ornements reflétant le savoir-faire des armuriers de l'époque. L'épée de François Ier, quant à elle, est une épée de cour forgée entre 1510 et 1515. Elle se caractérise par une lame datant d'environ 1480, associée à une garde et un pommeau richement ornés, réalisés ultérieurement. Cette épée a été capturée par les Espagnols lors de la bataille de Pavie en 1525, où François Ier fut fait prisonnier. Elle est restée en Espagne jusqu'en 1808, date à laquelle elle a été rapportée en France sur ordre de Napoléon Ier. L'épée est inscrite de la devise latine « FECIT POTENCIAM IN BRACHIO SUO » et porte la signature « Chataldo me fecit », attribuant sa fabrication à l'armurier Chataldo.
- L'armure de Louis XIV[36] ; il s’agit d’un cadeau diplomatique de la république de Venise pour le souverain français. Déposée dans son « Cabinet des Armes », elle est par la suite transférée au musée d’Artillerie à Saint-Thomas d’Aquin après la Révolution française. Sur ordre de Napoléon III, elle intègre le Musée des Souverains, avant de retourner en 1872 au musée d'Artillerie, à l'Hôtel des Invalides[36].

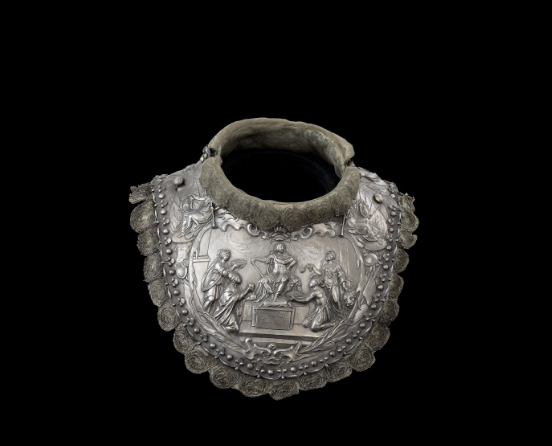
Colletin de Louis XIII
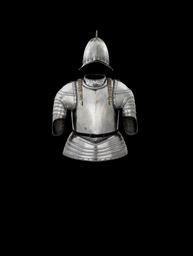
Armure dite de Henri IV
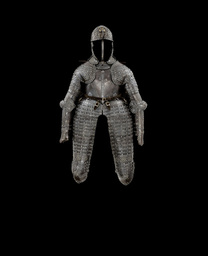
Armure du roi Louis XIII
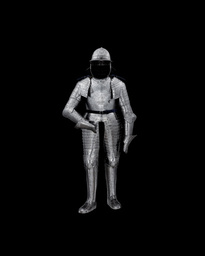
Armure de Louis XIV
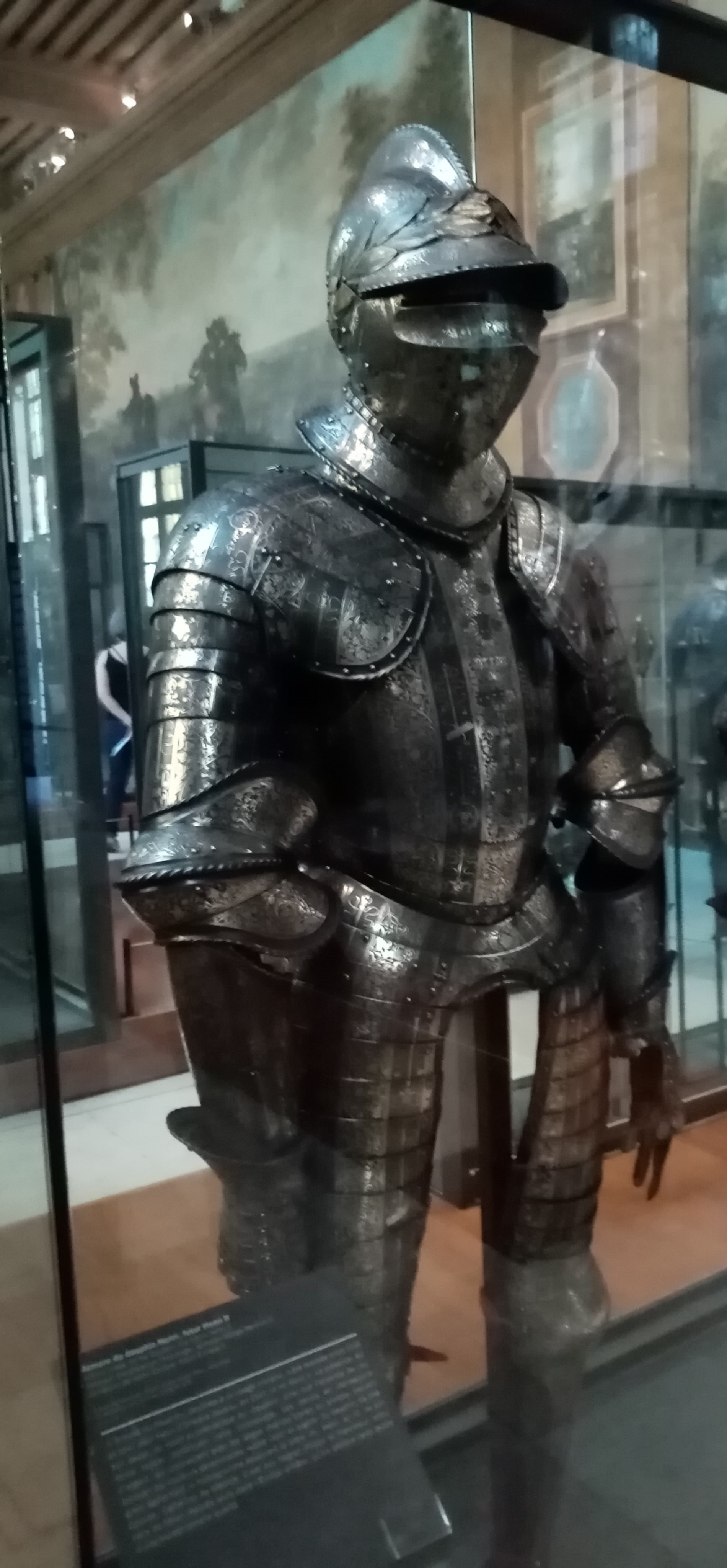
Armure du dauphin Henri d'Orléans, futur Henri II
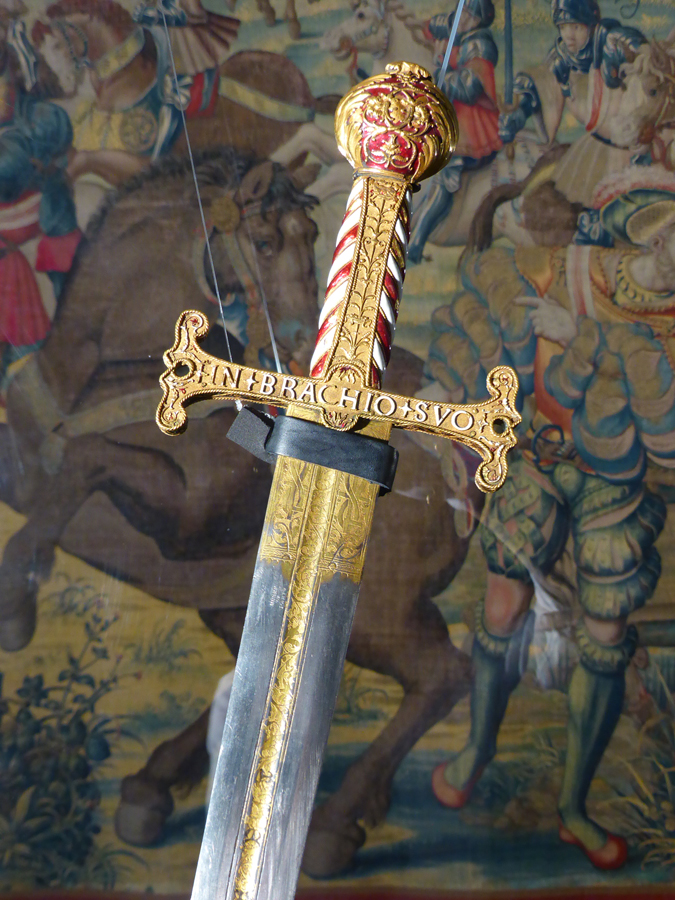
Epée de François 1er
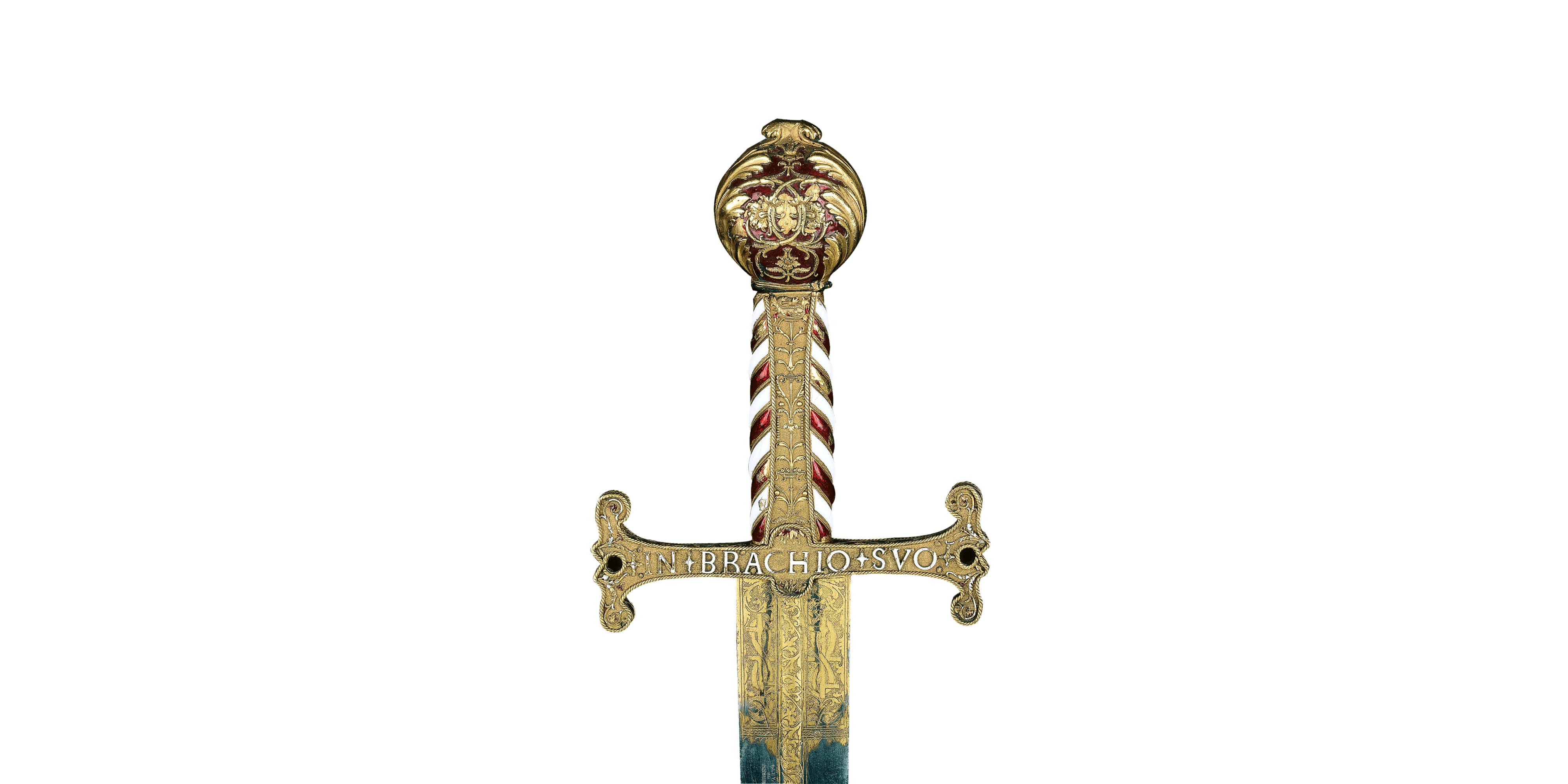
Détails du pommeau de l'épée

En tant que conservatoire des évolutions de l’armement, le musée présente l’ensemble des armes et accessoires utilisés depuis le milieu du XVIIIe siècle, dont les pièces maîtresses :
- Une paire de pistolets à rouet ;
- Un mousquet à mèche ;
- Un fusil d’infanterie modèle (1717) ;
- Un fusil de rempart ;
- Un nécessaire de vérification pour le fusil d’infanterie modèle (1777).

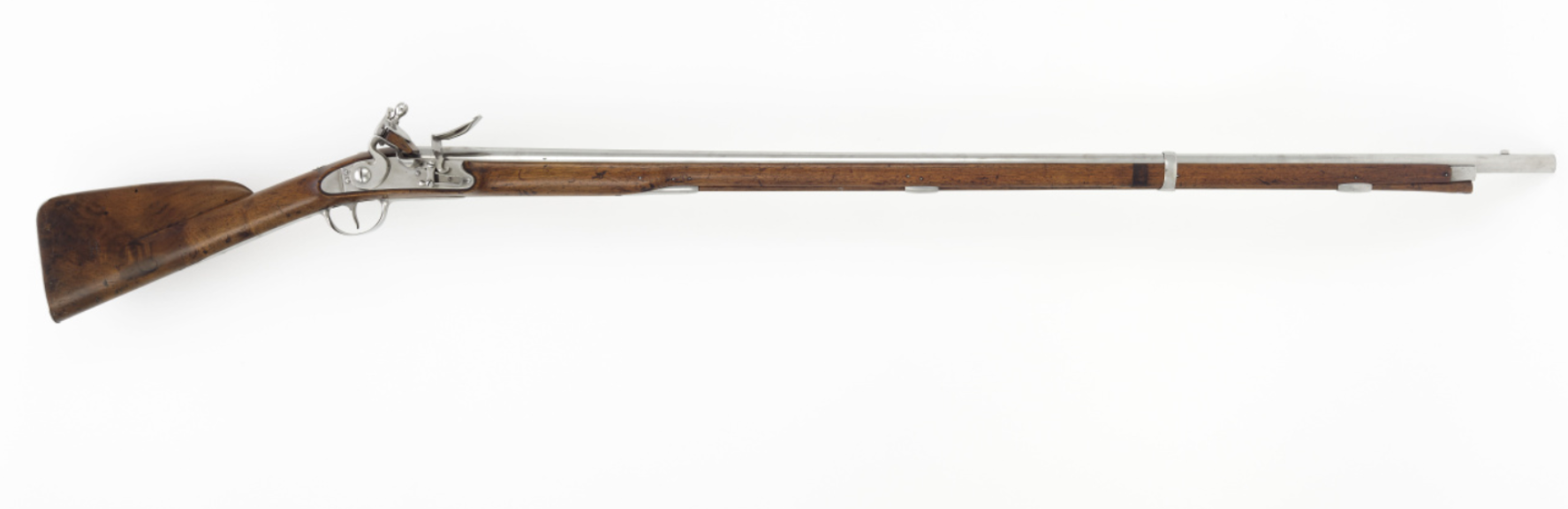
Fusil d'infanterie modèle 1717
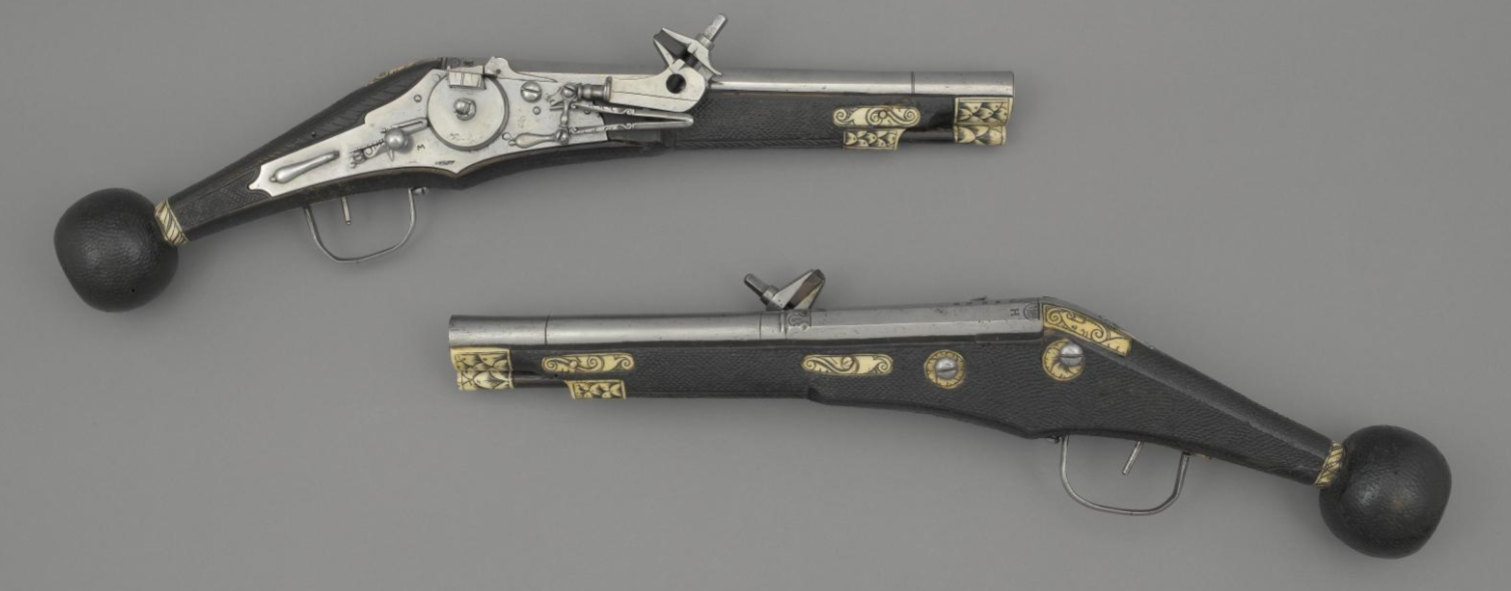
Paire de pistolets à rouets
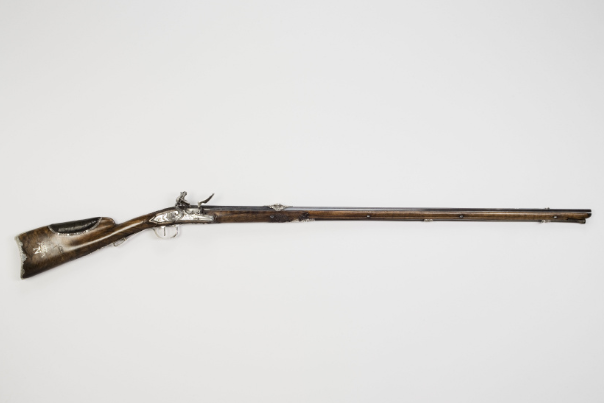
Fusil à silex de Napoléon Ier
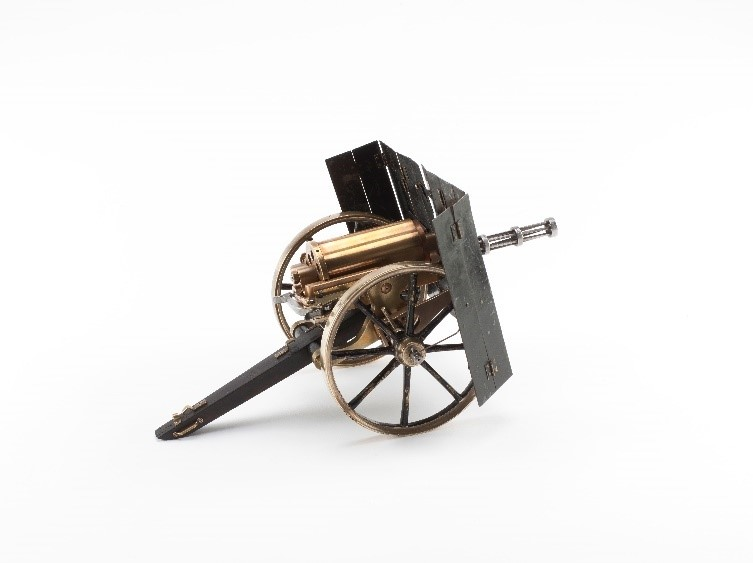
Modèle réduit de projet de canon-revolver muni d’un barillet à six coups, 1861
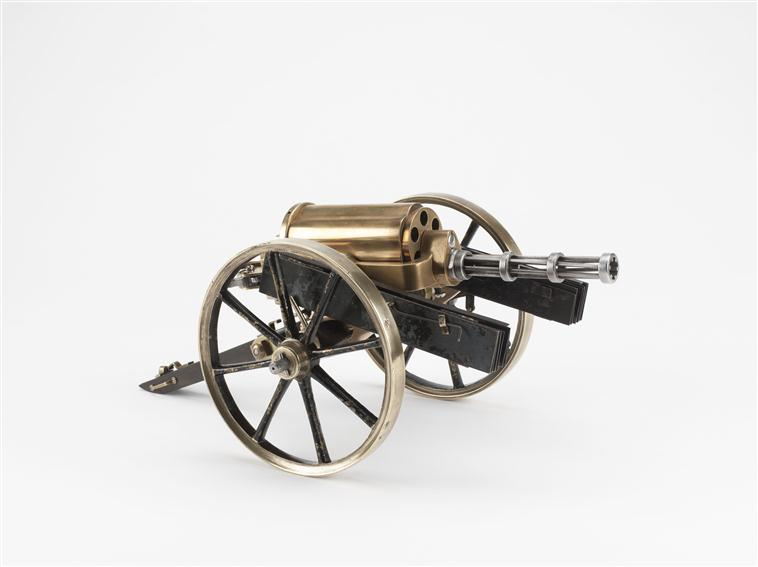
Modèle réduit de projet de canon-revolver muni d’un barillet à six coups, 1861, sans bouclier

S'ajoutent également des objets, de l'Antiquité au Moyen Âge, reconstitués sous Napoléon III et un assortiment d'anciens instruments d’artillerie (des vérificateurs, des compas, des lunettes, des calibres et des appareils de pointage).
Enfin, le musée conserve les armes restées à l’état de projet. Chaque inventeur dispose ainsi de ce qui a déjà été réalisé pour s’en inspirer. Cette mission découle des ambitions du Dépôt des modèles de bouches à feu, attirails, munitions, armes créé par le général de Gribeauval en 1788 mais pillé par les révolutionnaires en 1789. Tout au long du XIXe siècle, les projets d’armement soumis au Comité d’artillerie sont, après étude, conservés aux archives (pour les documents papier) ou au musée (pour les maquettes). On relève parmi cela  : 
- Modèle réduit de projet de canon-revolver inventé par M. de Brame[38] : En 1861, J.-A. de Brame, un Français résidant à New York, a conçu un canon-revolver innovant destiné à améliorer la cadence de tir de l'artillerie. Ce canon était équipé d'un barillet à six chambres, permettant des tirs successifs sans rechargement immédiat. Une caractéristique notable de ce modèle est son "tube directeur ventilé", un canon ajouré constitué de six barres d'acier maintenues par des bagues, conçu pour faciliter le refroidissement lors des tirs rapides. La rotation du barillet s'effectuait manuellement, après déverrouillage d'une goupille à ressort située sur le côté gauche du berceau. La culasse comportait une poignée actionnant un mécanisme à vis, assurant l'étanchéité entre la chambre de tir et le berceau lors du tir. Les munitions spécifiques et le système d'allumage utilisés restent inconnus, aucun document détaillant ces aspects n'ayant été conservé. Pour attirer l'attention de Napoléon III et de ses conseillers sur son invention, M. de Brame a offert un modèle réduit de son canon-revolver à l'empereur en 1861. Après évaluation par le comité de l'Artillerie, le projet a été jugé peu fiable et n'a pas été poursuivi. Napoléon III a ensuite fait don du modèle réduit au musée d'Artillerie, tandis que les documents associés ont été versés aux archives de l'Artillerie.
- Modèle réduit d’affût à dépression[39] : il s'agit d'une reproduction à l'échelle d'un système d'affût de canon développé au XVIIIᵉ siècle par le général Jean-Baptiste Vaquette de Gribeauval. Ce système, issu des réformes de l'artillerie sous Louis XV, visait à améliorer la stabilité et la précision des pièces d'artillerie en réduisant les vibrations produites lors du tir. Le design innovant de l'affût à dépression incluait un mécanisme de fixation du canon permettant une meilleure absorption des chocs, ce qui contribuait à l'efficacité des canons et à une plus grande précision des tirs. L'affût à dépression a été une avancée notable pour son époque, car il permettait une plus grande stabilité des canons lourds, notamment lors des tirs à grande distance. Cependant, malgré ses qualités, le système n’a pas été conservé dans les modèles d’artillerie ultérieurs. Cette non-durée dans le temps peut s’expliquer par l’évolution des matériaux et des technologies utilisées dans la conception des affûts, ainsi que par l’adaptation des stratégies et des exigences tactiques. Les systèmes d'affût plus simples, moins coûteux à produire et plus faciles à entretenir, ont rapidement pris le dessus au XIXᵉ siècle, en particulier avec les avancées apportées par les nouvelles formes d'artillerie et la mécanisation du matériel.
- Fusil d’essai système Robert : développé par Jean-Antoine Robert au début du XIXᵉ siècle, Il s'agit d'une avancée significative dans l’évolution des armes à feu grâce à son mécanisme de chargement par la culasse. Contrairement aux mousquets traditionnels à chargement par la bouche, ce fusil permettait une introduction plus rapide des cartouches, améliorant ainsi la cadence de tir. Son système reposait sur une culasse pivotante et un dispositif de percussion automatique qui garantissaient une meilleure étanchéité et une plus grande efficacité balistique. En 1837, des essais menés par l’armée américaine ont démontré que le fusil Robert pouvait atteindre une cadence d’environ cinq coups par minute, soit une performance supérieure aux armes standard de l’époque. Il offrait également une meilleure pénétration des projectiles grâce à une conception optimisée du canon et du système de verrouillage. Malgré ces innovations, l’arme n’a pas été adoptée à grande échelle, en raison notamment de la complexité de son mécanisme et des hésitations des autorités militaires face aux nouvelles technologies. Cependant, Jean-Antoine Robert a été récompensé par plusieurs distinctions, notamment des médailles d’or de l’Académie de l’Industrie et de l’Exposition nationale. Son système a également été décliné dans des fusils de chasse, témoignant de son potentiel au-delà du domaine militaire. Bien que son adoption ait été limitée, le fusil d’essai Robert a contribué aux avancées technologiques des armes à feu du XIXᵉ siècle et a ouvert la voie aux futures armes à chargement par la culasse[40].
- Fusil d’essai à silex

### Évolution des collections à travers les différentes civilisations
Parmi les sections les plus représentatives du musée, la salle des armures se distingue par des pièces datant principalement des XVe et XVIe siècles. Ces armures, souvent accompagnées d’équipements chevaleresques tels que des cuissards, des cottes de maille, ou des gantelets, témoignent de la sophistication des armements médiévaux et de la Renaissance.
Certaines pièces proviennent de civilisations anciennes, telles que celles de l’Antiquité grecque et romaine, tandis que d’autres sont issues des civilisations orientales, notamment les Mahrattes, les peuples Hindous et Arabes. Le musée expose également des armes de jet et des armes blanches, comme des haches celtiques, des hallebardes et des masses d'armes, offrant ainsi un aperçu des tactiques militaires de l’époque, centrées sur les combats rapprochés et la guerre de mêlée.

L’évolution des armes à feu est un autre aspect majeur de la collection. À travers des râteliers d'armement, le musée retrace l’histoire des armes portatives, de l’arquebuse à mèche au fusil à percussion. Ces armes témoignent des progrès techniques en matière de mécanismes de tir et de précision, qui ont révolutionné les méthodes de combat. Parmi les pièces remarquables figurent des mousquets et des arquebuses, souvent incrustés ou damasquinés, témoignant du savoir-faire artisanal de l’époque. Ces armes, apparues dès le XVIe siècle, marquent un tournant dans l’histoire militaire, avec l’essor de l'artillerie à feu et son impact croissant sur les champs de bataille.
Le musée met également en lumière les armements utilisés par les principales puissances européennes. Des modèles de fusils et de carabines provenant de Russie, Prusse, Autriche, Danemark, Hollande, Suède, Angleterre et Espagne, ainsi que des modèles français, illustrent l’évolution des stratégies militaires et des technologies de guerre au fil des siècles. Le musée expose aussi des objets associés aux armes à feu, comme des amorces, des poires à poudre et des fourches à mousquet, enrichissant ainsi la compréhension de l’évolution des équipements militaires et de leur impact sur les tactiques et les résultats des batailles.

### Catalogues des collections
Dès 1825, le musée publie les Notices sur les collections dont se compose le musée de l’artillerie, éditées une quinzaine de fois jusqu'en 1855. Elles sont des sources importantes sur les collections et y décrivent chaque œuvre et objet avec son numéro correspondant dans la vitrine où il est exposé.

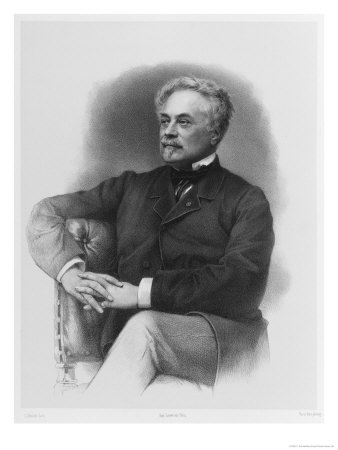
Portrait de Louis Félicien de Saulcy

En 1854, Félix de Saulcy, conservateur du musée d’Artillerie, édite un catalogue des collections. Il y décrit sommairement 3 951 objets : armes défensives, armes offensives à main, armes de jets, armes portatives (arquebuses, mousquets, carabines, fusils à batterie, fusils de chasses, fusils à tambours, fusils à vent, sarbacanes, pistolets), modèles d’armes et d'artilleries et autres miniatures. Le catalogue informe sur les premiers fonds du musée, sur leurs caractéristiques, leurs techniques de fabrication et leurs provenances y sont inscrits.
Un ouvrage plus complet est publié en 1862 par Octave Penguilly L'Haridon, alors conservateur du musée, le Catalogue des collections composant le musée d’Artillerie. Ce catalogue témoigne de la volonté d’établir un inventaire complet des collections, par une classification typologique. Chaque objet reçoit une cote alphanumérique et voit mentionner, comme pour le catalogue de Saulcy, ses caractéristiques, techniques de fabrication et provenance.
Puis, le Catalogue des collections composant le musée d’Artillerie en 1889 de Léon Robert indique la conservation de près de 9 000 objets ou lots d’objets. Le catalogue reprend le modèle de Saulcy et de Penguilly L'Haridon, mais le classement des objets des objets se fait par salle (galerie), puis par chronologie et typologie.
Ces trois catalogues indiquent que les collections sont principalement constituées par des armes de guerre : 
- armes blanches :
  - armes tranchantes : épées, sabres, glaives, haches… ;
  - armes d’hast : piques, lances, hallebardes, fauchards, pertuisanes… ; 
  - armes de jet: arcs, arbalètes, javelots, francisques… ;
- armes à feu portatives (pistolets, revolvers, fusils, mousquets, carabines…) ;
- pièces d’artillerie (canons, obusiers, mortiers…) ;
- tous types de projectiles.

Ces armes représentent environ deux-tiers des collections: 31,8 % pour l’ensemble des armes blanches et 34,4 % pour l’ensemble des armes à feu, qui racontent l’histoire de l’arquebuserie de son invention aux créations les plus modernes du XIXe siècle. Le musée a alors élargi sa collection, la rendant beaucoup plus riche.

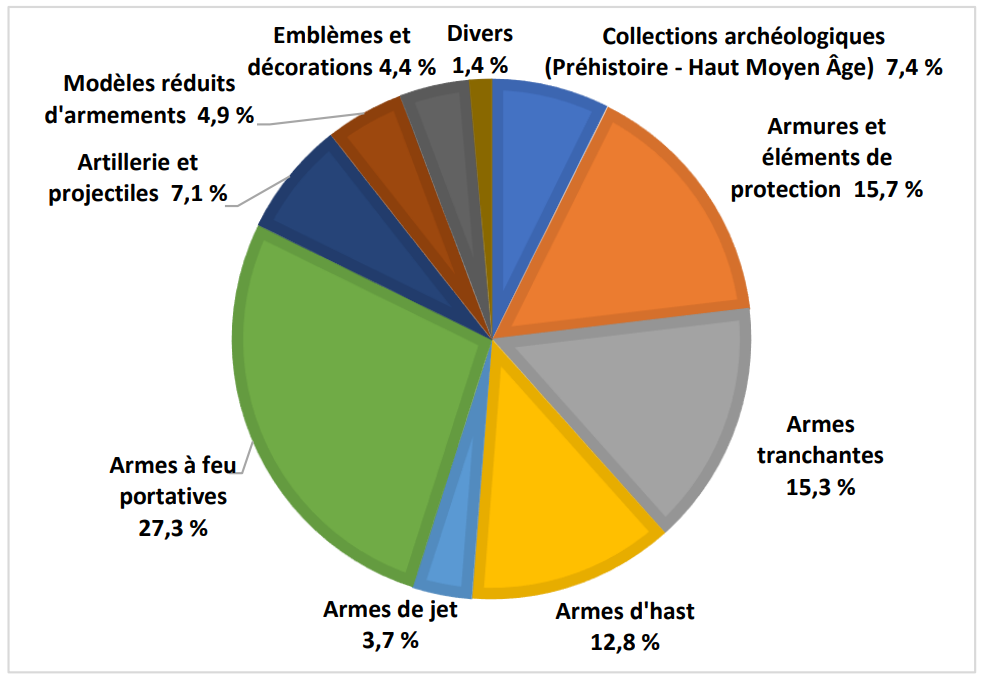
Répartition typologique des collections du musée d'Artillerie en 1889. Source : Christophe Pommier

### Acquisitions et provenances des collections
Les modalités d'acquisition des collections sont assez diversifiées.
En 1862, le musée d’Artillerie se dote d’un registre d’entrée des collections. Cet inventaire indique la provenance des objets en question. Les acquisitions se font par voie de dons, d’achats, de cessions ou de legs. Les dons et les achats concernent essentiellement des pièces anciennes : objets archéologiques, armes médiévales, quelquefois des souvenirs historiques. En ce qui concerne les armes de guerre françaises des XVIIIe et XIXe siècles, la plupart des acquisitions s’effectue dans le cadre de cessions depuis les arsenaux, manufactures d’armes, fonderies, ateliers, écoles d’artillerie, dépôts et parcs des directions régionales d’artillerie. Pour les collections d’origines étrangères, deux modes d’acquisition dominent : les affectations à la suite de prises de guerre et les échanges entre comités d’artillerie de pays amis. La première modalité s’applique également à certaines collections françaises.

#### Dons, legs et acquisitions
Dès la période du Dépôt des armes anciennes, l’établissement regroupe des armes issues du Garde-meuble de la Couronne. Il s'agissait du mobilier, des œuvres, des joyaux ainsi que des armes et armures réunis par les rois de France. Malheureusement, la collection est pillée le 13 juillet 1789 et largement dispersée. Puis, la collection se reforme grâce aux saisies révolutionnaires, complétés par les nouveaux dons et les legs de particuliers en faveur du musée. Le musée obtient les armures de l’arsenal de Strasbourg en 1799, puis en 1804, celles de l’ancienne galerie des ducs de Bouillon à Sedan.
Une liste de dons est établie entre 1818 et 1901. Son étude rapport le rythme régulier des dons dès 1863, et une augmentation drastique entre 1872 et 1880, ce qui correspond à la fois à la période de déménagement aux Invalides et à la défaite de 1871. Le don reflète dans ce contexte le sentiment patriotique du peuple envers sa nation et son armée, puisqu’il s’agit d’un acte de citoyenneté. Les nouveaux locaux des Invalides, alors plus spacieux, améliorent sa capacité à conserver les dons et, de ce fait, relancent l’intérêt pour le musée.
Dès 1844, le musée d’Artillerie collecte des pièces archéologiques : haches en silex données par Jacques Boucher de Perthes à la suite de ses fouilles, haches et épées de l’Âge du bronze, casques et cuirasses romains, ou encore des objets provenant des fouilles du champ de bataille d'Azincourt. D’autres collections sont issues de l’archéologue Frédéric Moreau, notamment des armes gauloises et mérovingiennes, qu’il eut gardé lors de nombreuses fouilles, tout le long de sa carrière. Ces pièces archéologiques, protohistoriques, antiques et médiévales orientent le musée sur de nouvelles disciplines comme l’anthropologie et l’ethnologie.
Par la suite, le musée d’Artillerie cède une petite partie de ses collections au musée des Antiquités nationales (actuellement le musée d'Archéologie nationale) qui, en retour, lui transfert des moulages de vestiges archéologiques.
En 1861, puis en 1866, le musée d’Artillerie complète ce premier fonds par la cession d’armes et d’armures jusque-là conservées au Cabinet des Antiques, à la Bibliothèque nationale. En 1872, ce sont les armes et armures présentées durant le Second Empire au musée des Souverains qui s’y ajoutent,.
À partir de 1872, le musée enrichit considérablement ses collections grâce aux dons du magasin et du dépôt central de l’Artillerie et de la direction de l’Artillerie de Vincennes (modèles de canons de l’Armée de Terre), de la direction de l’Artillerie de Rochefort (modèles de la Marine), de la fonderie de Bourges (matériel à système), des Ponts et Chaussées (objets de fouille) et de l'Hôtel des Monnaies (médailles, jetons et décorations).
En 1880, c'est un millier d'objets issus de la collection de Pierrefonds et du cabinet d'armes de l'Empereur, comprenant des armes et armures de la fin du XIVe siècle à la fin du XVIIe siècle, dont des pièces de la collection du prince Soltikov, qui entrent au musée d'Artillerie.
Enfin, en décembre 1891, le musée d’Artillerie se voit affecter cinq objets ayant appartenu à Napoléon Ier lors de son exil à Sainte-Hélène : un chapeau, une redingote, un banc, une cocarde tricolore, un lit de camp et un sabre (l’épée d’Austerlitz). À cela s’ajoute l’uniforme de général de division qu’il portait à Marengo et le drapeau offert à la 19e demi-brigade légère.
Plusieurs dons privés sont aussi connus comme ceux de Lépine, d'Oger et des Mazis.

#### Prises de guerres et confiscations
En 1792 en France, l’Assemblée nationale ordonne la confiscation des biens des émigrés (armes blanches, armes à feu, armures ou encore modèles réduits d’artillerie). Cette confiscation constitue une grande partie de l’un des premiers fonds du Dépôt des armes anciennes.

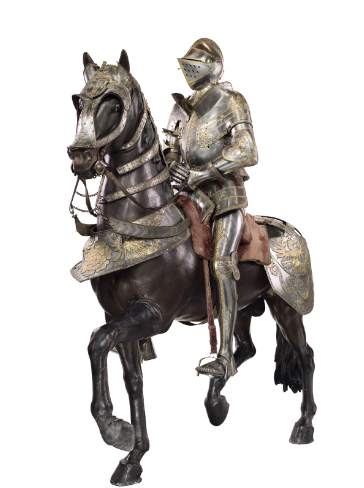
Armure du roi François Ier

Par la suite, les victoires des armées révolutionnaires, puis napoléoniennes, contribuent, par saisies dans les arsenaux ou les demeures princières, à enrichir les collections du musée d’Artillerie. C'est notamment le cas de la célèbre armure équestre du roi François Ier, commandée comme cadeau diplomatique lors de la courte trêve entre l’archiduc Ferdinand de Habsbourg et le roi de France. Finalement, elle n'est jamais remis au souverain et Ferdinand Ier l'a fait placer dans le château d'Ambras, parmi sa vaste collection d’armures. Finalement, c’est le 17 février 1806, que Napoléon Ier ordonne qu’elle soit récupérée par la France pour être expressément exposée au Louvre. Elle est ensuite déposée au musée d’Artillerie, alors situé dans l’ancien noviciat Saint-Thomas d’Aquin.
De plus, l’épée de François Ier de la bataille de Pavie, restée en mains espagnoles durant plus de 200 ans, est récupérée par Napoléon Ier en 1808. Cela est rendu possible par l’abdication des souverains espagnols et le positionnement du frère de l'Empereur, Joseph, sur le trône. L’épée est rapatriée en France en grande pompe. Elle est d’abord exposée dans le cabinet de Napoléon Ier aux Tuileries, avant de rejoindre en 1815 le musée d’Artillerie à Saint-Thomas d’Aquin. Elle est pillée par le peuple parisien en 1830 au cours des Trois Glorieuses puis restituée quelques jours plus tard. Enfin, elle est déposée au Musée des Souverains au Louvre, par Napoléon III, avant de revenir en 1872 au musée d’Artillerie, désormais à l’Hôtel des Invalides.

### Pillages des collections et des archives du musée
Plusieurs pillages ont été recensés au cours de l’histoire du musée d’Artillerie.
En 1815, le musée d’Artillerie est pillé par les Britanniques et les Prussiens. Une partie des objets est évacuée vers la province et sauvée, mais ce qui est resté à Paris est emporté par les vainqueurs.
Le 28 juillet 1830, lors de la révolution, les insurgés se précipitent vers ce qui est encore considéré comme un dépôt militaire pour s’équiper contre les troupes royales. Mais les armes se révèlent inutilisables en raison de leur ancienneté et sont finalement restituées au musée d’Artillerie. Lors des journées de 1848, l'établissement est épargné.
Lors de la guerre de 1870, les collections furent envoyées à Brest et Cherbourg, avant d’être réintégrées à la fin de 1871, puis transférées à l’Hôtel des Invalides.
En 1940, le musée de l’Armée est pillé par les Allemands qui prennent également les archives militaires du musée. Parmi les neuf cartons d’archives produites par le musée d’Artillerie, seulement un seul a été conservé. La majeure partie ne fut jamais retrouvée car elles avaient été emmenées à Berlin qui fut prise à la fin de la guerre par les Soviétiques. La mémoire du musée d’Artillerie reste donc lacunaire.

## Muséographie

### Au noviciat des Dominicains
La salle de la bibliothèque du couvent sert à exposer les collections. Cependant, cet espace devient étroit pour les accueillir, s'accroissant au fur et à mesure des dons. Les collections ont donc été réparties au sein de quatre grandes galeries situées au-dessus de l'ancien cloître. Dans ces espaces, les collections sont disposées de la manière suivante : les armures et les grandes pièces d'armes se trouvent dans la bibliothèque, tandis que mes armes portatives et les machines sont exposées dans les galeries. En continuelle expansion, le musée peut récupérer et ajouter de nouvelles salles situées au rez-de-chaussée du couvent. Ce projet est adopté et constitue la deuxième distribution des collections.
Il existe très peu de photographies et de représentations des collections lors de l’occupation du musée au Noviciat des Dominicains. Cependant, leur disposition au sein des galeries du couvent sont décrites avec précision par le conservateur Félix de Saulcy dans l'article qu'il consacre au musée,.
Au rez-de-chaussée se trouve le grand vestibule est orné de bouches à feu. Le palier est décoré de canons suggérant des pilastres. Il permet d'accéder à la salle d'artillerie abritant les collections de modèles réduits de cette arme adoptée en France et à l'étranger ainsi que les armes à feu portatives. Ces différents objets sont disposés sur des tables situées au centre et autour de la pièce. Les tables du milieu présentent, précisément, les modèles d'artillerie employés par les armées françaises depuis Louis XIV jusqu'à 1853. Des projets de bouches à feu sont installés à côté d'eux. Les tables placées autour de la salle montrent des modèles d'artillerie réalisés à différentes échelles, ainsi que quelques modèles étrangers et des projets de matériel militaire. Des râteliers, situés le long des murs de la salle, exposent des armes à feu portatives modernes. D'autres objets sont disposés, issus des campagnes militaires menées sous Napoléon III comme la campagne de Chine,.
Au premier étage, le visiteur découvre la grande salle des armures dans laquelle les armures de François Ier, de Henri II, de Charles X, du duc de Guise, de Louis XIV sont conservées. Elle présente aussi des armes offensives et défensives antiques. Quatre autres galeries gardent le reste des collections dans un classement précis. La première galerie, parallèle à la galerie des armures, présente une collection de demi armures et d'armes blanches du XIIe siècle à l'époque contemporaine, dont l'épée de François Ier et celle d'Henri II. Trois galeries semblables contiennent des armes à feu portatives. Aussi, elles exposent, respectivement, d'autres types d'objets : des arbalètes, des armes d'hast et des moulages d'armes antiques. Au milieu de chacune de ces trois galeries se trouve des armoires vitrée renfermant des armes précieuses. C'est donc un total de six espaces ouverts au grand public,,.
Les galeries extérieures et la cour du Cloître sont également investies des collections du musée. Le long des piliers des galeries se trouve une collection complète de gros modèles de bouches à feu, datant de la moitié du XIVe siècle jusqu'à l'époque contemporaine, et des canons russes et autrichiens saisis en Crimée et en Italie à la suite des campagnes militaires de Napoléon III. La cour du cloître abrite également des pièces de fonte russes prises sur la place de Sébastopol.
En 1871, les collections conservées dans le couvent dominicain sont transférées à l'Hôtel des Invalides. Deux raisons expliquent ce déménagement : l'espace qu'offre le couvent ne suffit pour abriter les collections; le nombre de pensionnaires de l'institution des Invalides était en diminution. Les locaux laissés vides ont été occupés par les collections une fois installées. La logique d'installation ne connaît que très peu de modifications fondamentales en dépit de quelques innovations introduites par les conservateurs du musée,.

### Aux Invalides
L'installation des collections nécessite du temps. En 1872, seules les salles des petits modèles d'artillerie et celle des armures sont achevées. Les espaces extérieurs, dans les cours de l'hôtel, ont été utilisés afin d'exposer des objets volumineux. La cour d'Angoulême, achevée en 1872, est décorée de bouches à feu disposées chronologiquement depuis l'invention de la poudre à l'époque contemporaine. Au-dessus d'elles est placée la Chaîne du Danube, longue de 180 mètres. De droite à gauche de la cour se trouvent la statue de Gribeauval, « le Griffon » une couleuvrine prises aux Prussiens en 1797, des canons chinois et mexicains et des ancres de Sébastopol. La cour de la Victoire garde les canons historiques de la Marine depuis 1786,.
L'accès aux salles d'exposition se fait par le couloir entre ces deux cours.
Les deux salles des armures sont accessibles par la corridor gauche.

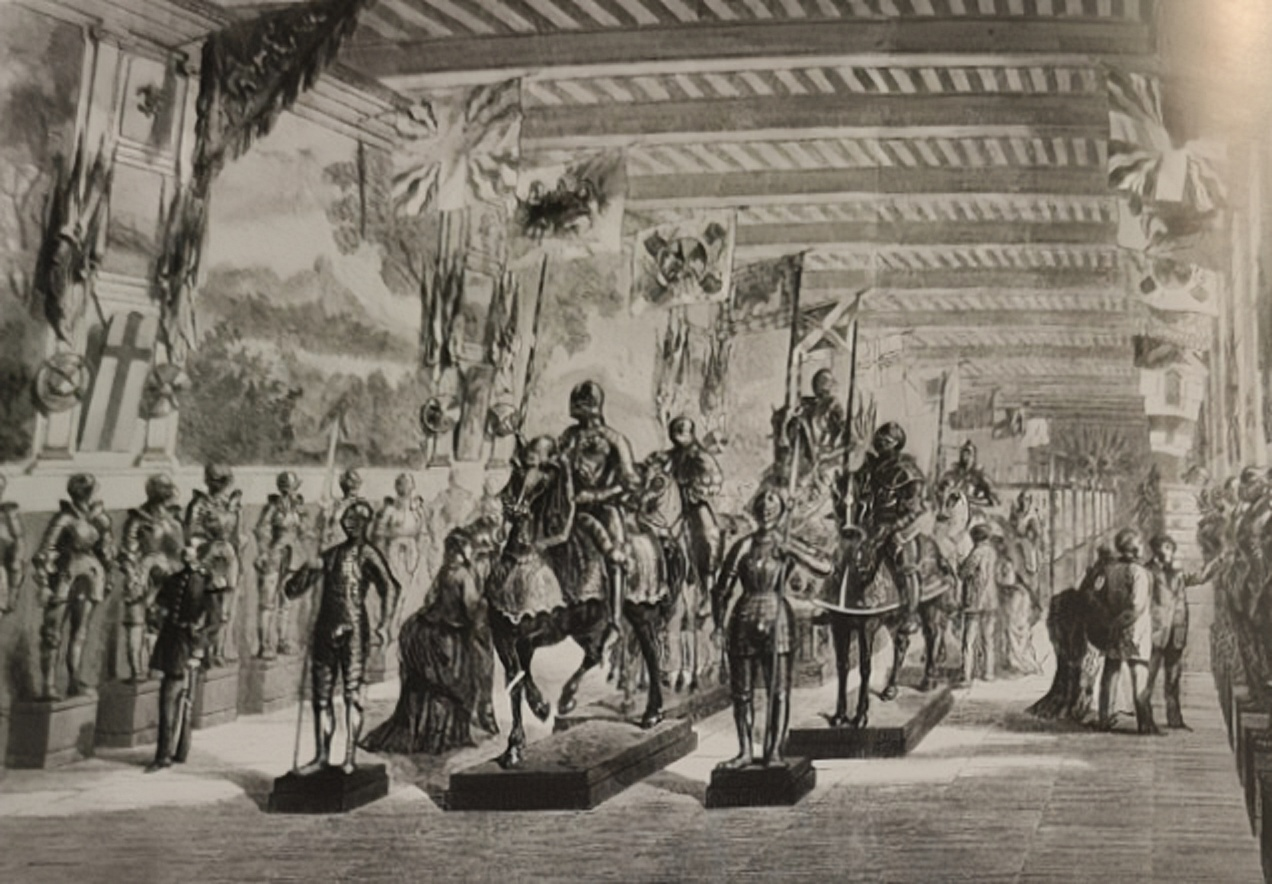
La salle François I^{er}, future salle Henri IV, du musée d'Artillerie, exposant des armures de cavaliers et des souverains de France

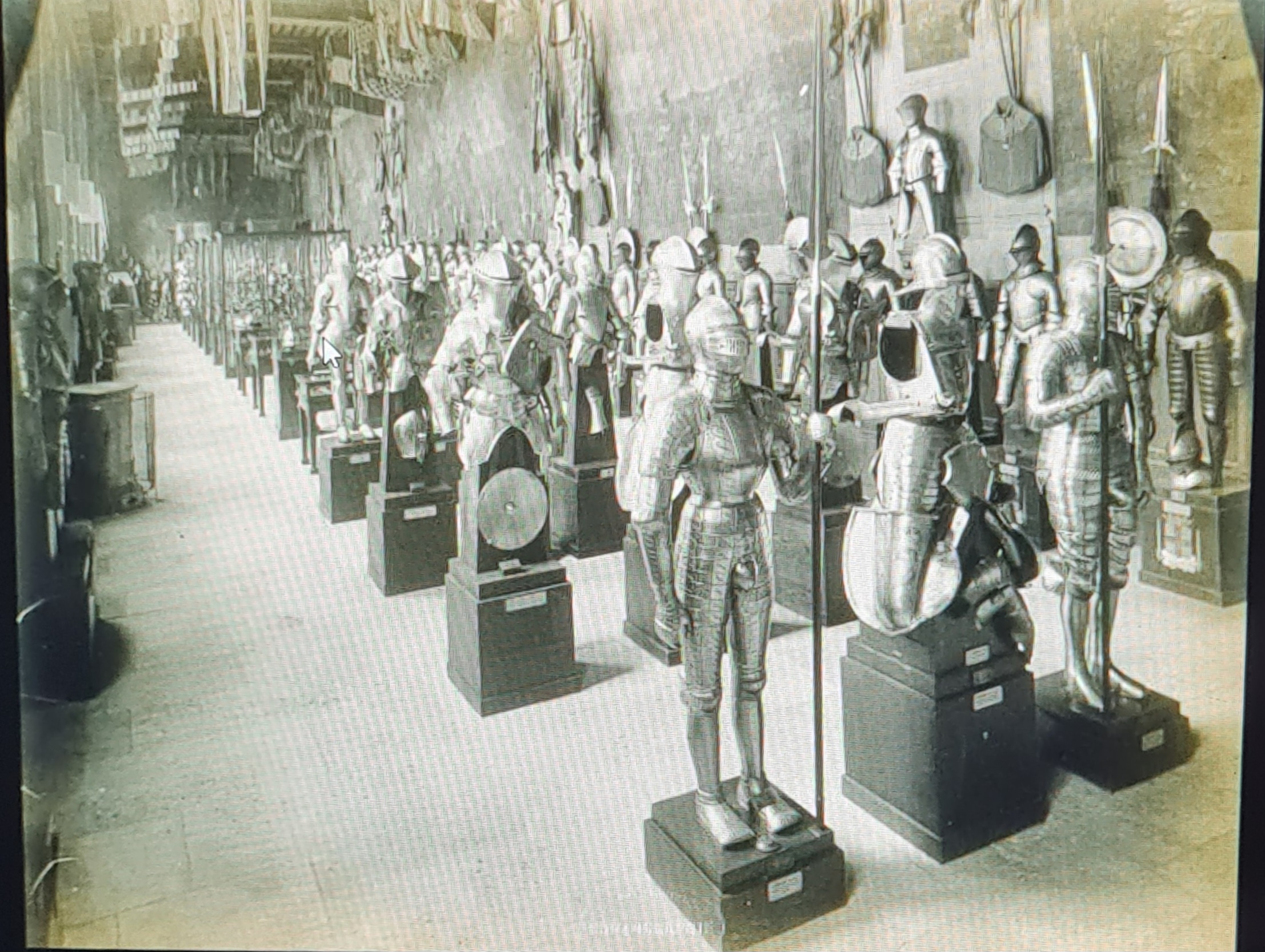
La salle Pierrefonds du musée d'Artillerie, exposant les armures historiques d'Europe

La première, la salle Pierrefonds, présente des armures de personnages historiques de l'Europe, comme les armures de type Maximilien. Des vitrines se trouvent au centre de la pièce renfermant des armes et des épées précieuses. Les murs sont décorés de drapeaux français, copies et originaux, depuis Charlemagne jusqu'à l'époque contemporaine. Ils sont disposés à la manière des bannières, flottant. Cette salle abrite aussi une maquette du château de Pierrefonds, rappelant la provenance du fonds de cet espace. La deuxième salle, la salle François Ier future salle Henri IV, également décorée de drapeaux aux murs, expose des armures chronologiquement depuis la gauche. Dans cette installation, se trouve sept armures complètes de cavaliers du XVe au XVIe siècle ainsi que des armures des rois de France anciennement exposées au Musée des Souverains, et l'armure dite « aux Lions »,.
En parallèle de ces deux salles se situent les deux galeries des armes portatives, de taille plus réduites. Chacune est divisée en deux travées par une cloison. La galerie de gauche est décrite par, :
- une travée gauche montrant les transformations et l'évolution de la platine des armes à feu depuis es origines. Des armes revolvers, des armes se chargeant par la culasse ou encore à canon lisse ou rayé y sont présentées.
- une travée droite se consacrant aux collections d'armes antiques de la préhistoire jusqu'aux Mérovingiens. Elles sont installées dans des vitrines. L'histoire du pistolet est également montrée par un accrochage mural.
- une petite salle, en extrémité, présentant des séries d'armes étrangères, des tambours d'époques différentes, ainsi que des armes préhistoriques.

La galerie de droite se présente avec, :
- une travée gauche conservant des séries de collections qui retracent l'histoire des armes à feu. Elles sont classées chronologiquement mais également par typologie d'arme (arquebuses, baïonnettes, d'armes d'hast)
- une travée de droite exposant des séries de collections qui retracent l'histoire des armes blanches. Elles sont également classées par ordre chronologique et par typologie (couteaux, dagues, épées)
- des armes historiques qui complètent les objets présentés comme des selles d'armes et de joute de Louis XIV, Charles X et Napoléon Ier.

Le visiteur continue sa visite au premier étage. La salle des modèles d'artillerie concentre un ensemble exhaustif de séries de modèles d'artillerie des origines jusqu'à 1870. Elle présente aussi des canons de marine depuis la fin du XIXe siècle, des instruments utilisés à leur fabrication. Des modèles d'artillerie étrangère, les équipages de ponts militaires et des canons anciens complètent cet ensemble. Les murs sont décorés de drapeaux et d'étendards suspendus datant de Louis XIV à la guerre de 1870.
Pour résumer, le centre de grandes salles est occupé par les armures équestres, encadrées le long des murs par d'autres armures de facture plus modeste et par des trophées d'armes.
Les petites armes sont placées sur des étagères, des râteliers ou des armoires vitrées. Les armes blanches, comme les armes d'hast, sont donc le plus souvent accrochées au mur pour former des panoplies, tandis que les armes à feu sont généralement placées dans des râteliers, comme elles auraient été rangées dans un arsenal ou un magasin d'armes. Il en va de même pour les pièces d'artillerie qui sont souvent exposées à la verticale, dans un souci de rangement, pour présenter l'ensemble des collections.
L’organisation muséographique correspondait à ce qui existait dans les musées d’avant 1920, c’est-à-dire l’accumulation d’œuvres et d’objets, l’exposition de la quasi intégralité des collections et l’organisation de leur exposition par classification chrono-thématique. Elle suit une perspective évolutionniste, en lien avec les travaux de Charles Darwin, et est très en vogue à cette époque. Elle contraste avec une muséographie dite « ornementale », perceptible par la mise en place et en scène des différents objets exposés.
Cette partie du musée a pour objectif d'instruire des officiers ou des spécialistes de l'armement. Elle agit comme un conservatoire de l'armement.

### Les Galeries des costumes de guerre
En 1876, la Galerie du costume de guerre ouvre au premier étage de l'Hôtel des Invalides. Le nombre de mannequins présents varie selon les sources. Elle se compose, en moyenne, de 73 mannequins grandeur nature évoquant le costume, l’armure et les armes de l’Antiquité au XVIIIe siècle (préhistoriques, celtiques et gréco-romaine ; carolingiennes jusqu’à Louis XIV). Réalisées par les ateliers du musée, ces mannequins très naturalistes avaient pour vocation de faire le bilan des connaissances archéologiques et historiques du temps dans le domaine militaire. Le colonel Le Clerc écrit qu’elle présente « l'histoire des armes depuis les époques primitives jusqu'à nos jours »,.

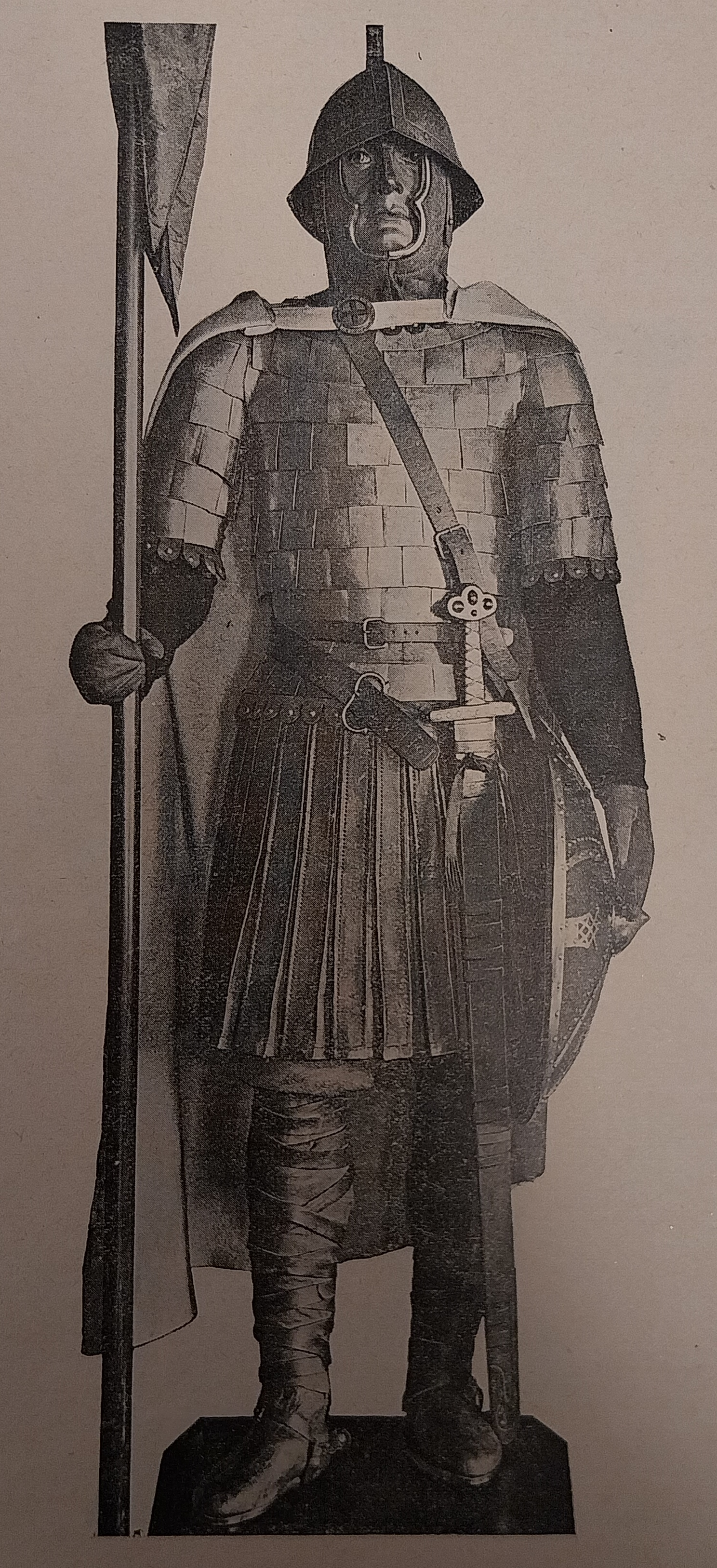
Costume militaire sous le règne de Charlemagne, dans la galerie des costumes de guerre du musée d'Artillerie

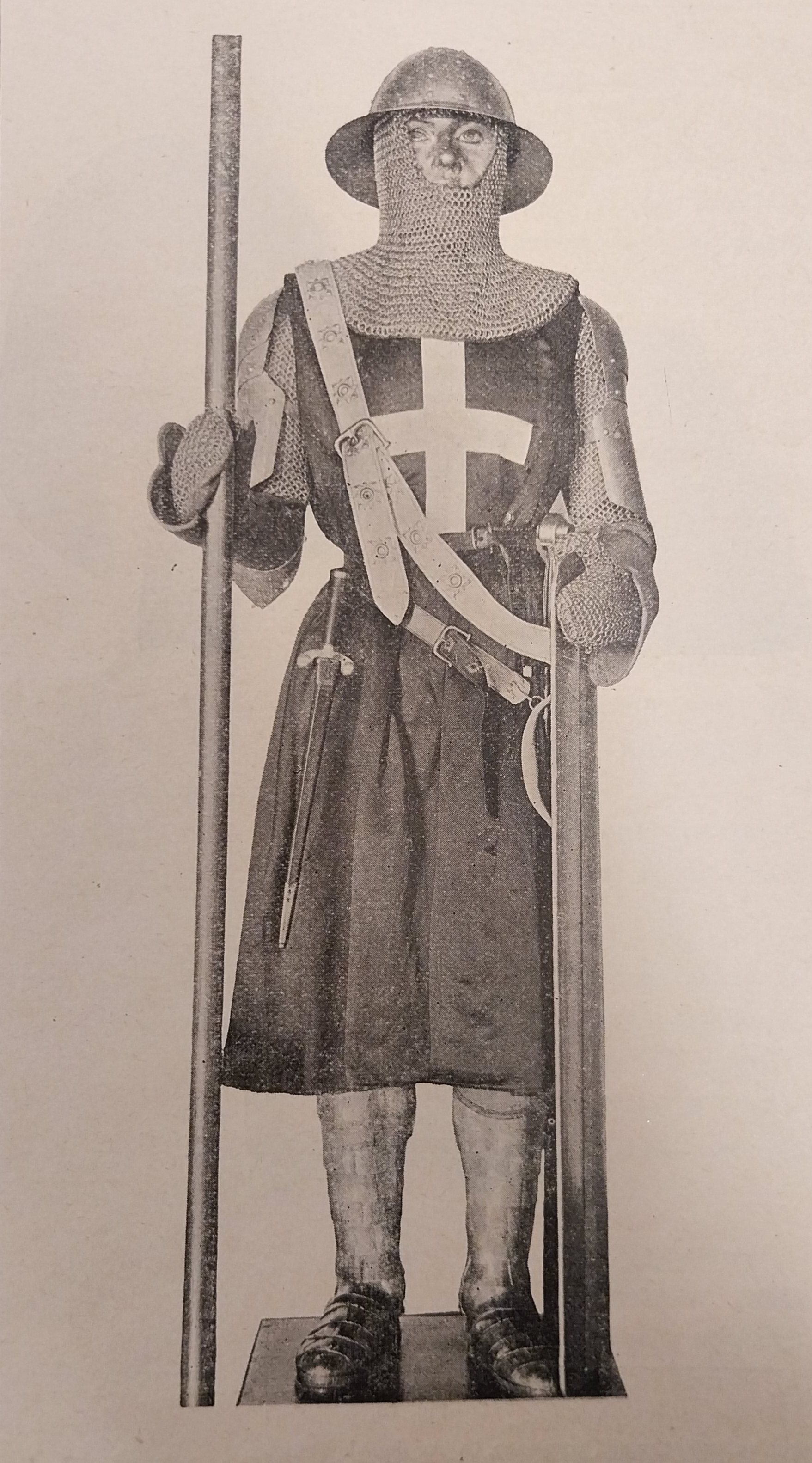
Armure de l’époque de Philippe VI de Valois dans la galerie des costumes de guerre

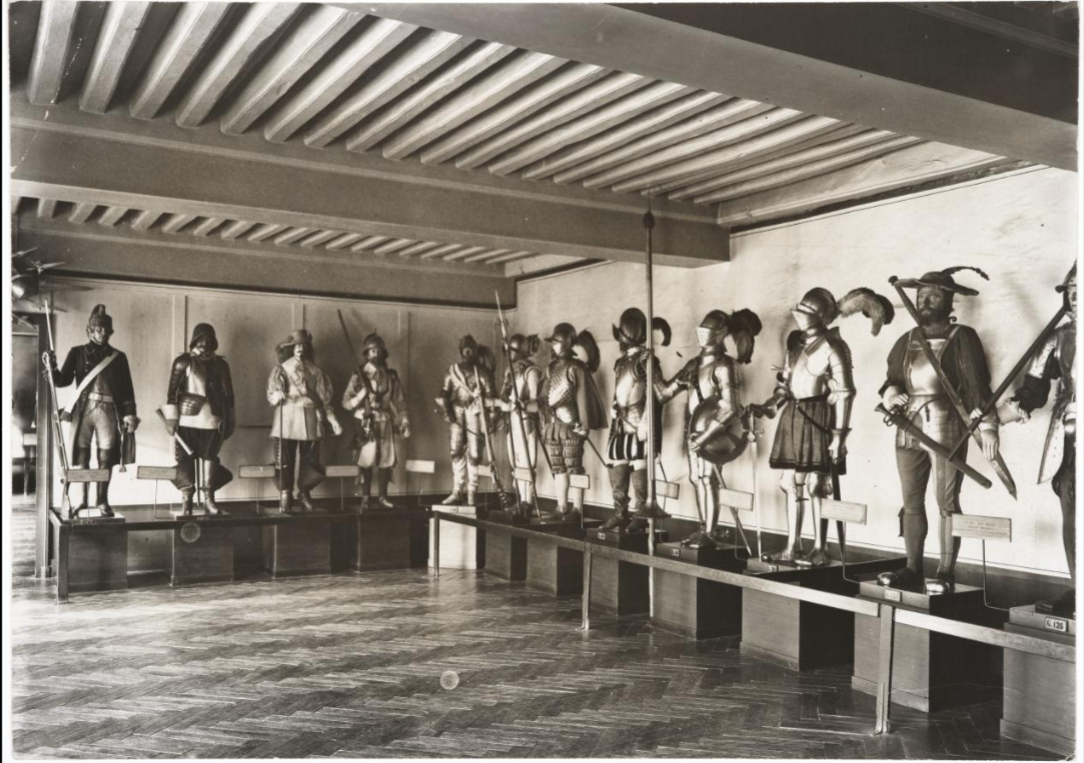
Galerie du costume de guerre, dite "Salle Bayard"

En 1877, cet ensemble est complété par une autre galerie : la Galerie du costume ethnographique, riche de 80 figures, en moyenne, restituant dans leur physionomie, les tenues guerrières des combattants d’Afrique, d’Asie, d’Amérique et d’Océanie,. Leurs armes et parures ont été ramenées par des officiers d’unités coloniales ou par des voyageurs, et parfois complétées par des reconstitutions réalisées d’après documents par les ateliers du musée. Le but de cette galerie est de coïncider avec avec l’Exposition universelle de 1878 et de réunir tous les hommes. Cela est rendu possible grâce à la figuration de mannequins en plâtres peint, réalisés à partir d’éléments authentiques (peau, cheveux, tatouages, amulettes) et reproduisant les hommes d’après types pris sur nature dans la galerie d’anthropologie du jardin des plantes. Un an avant l’ouverture d’un musée d’ethnographie dans le nouveau palais du Trocadéro, le musée d’Artillerie s'est donc doté d'une galerie d’anthropologie comparée sans équivalent à Paris.
Les deux salles présentent une pédagogie sous le jeu de la reconstitution, contrastant avec à la muséographie initiale du musée. L’objectif est de montrer l’exhaustivité et l’évolution des armements à travers les âges, dans la spectacularisation de l’exposition et la compréhension de l’évolution (ou de la comparaison de l’homme en armes), et non la création d’un lieu à sensations. En effet, les mannequins sont installés sur des socles d’une cinquantaine de centimètres de hauteur, dominant ainsi le public, dans une posture dynamique.

Photographies de la Galerie du costume ethnographique
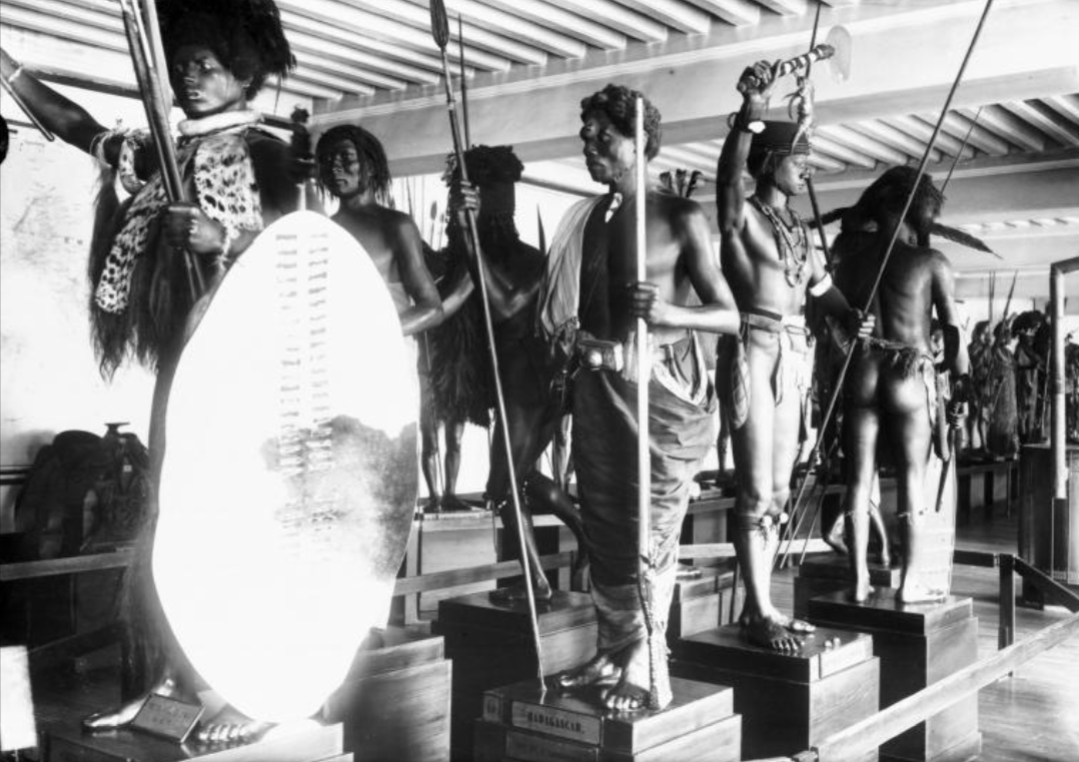
Galerie Ethnographique du musée de l'Artillerie en 1877
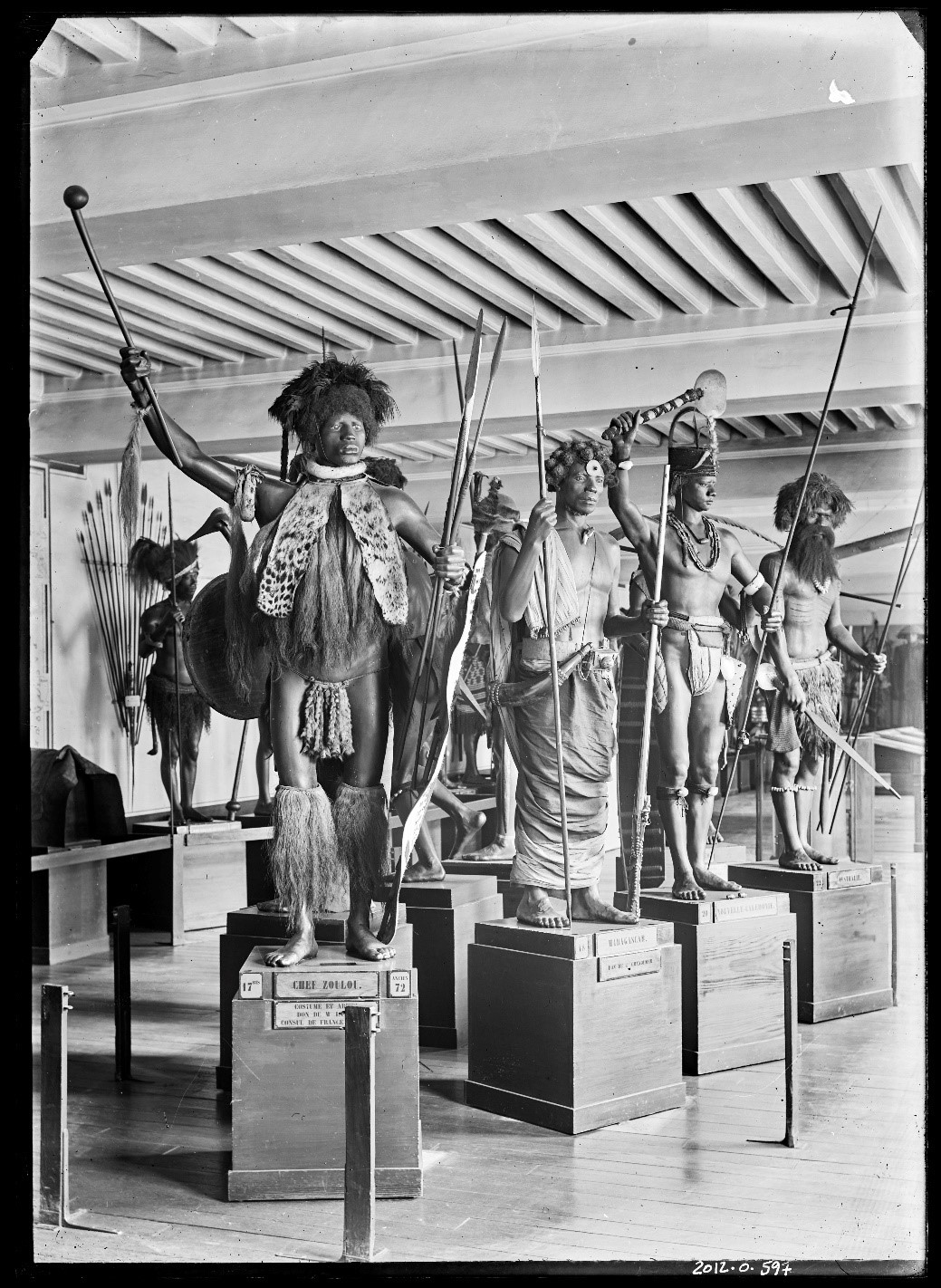
Galerie Ethnographique du musée de l'Armée en 1910

La Galerie du costume ethnographique est peu à peu démontée à partir de 1910, tandis que les armes, les équipements et pièces de vêtement sont déposés au musée d’ethnographie du Trocadéro ; la Galerie du costume de guerre disparait des salles vers 1971 et ses vestiges sont aujourd’hui conservés en réserve.

### Autres galeries
De nouvelles galeries sont adjointes au programme muséal déjà proposé. Elles suivent des nouveautés muséographiques, associées à des collections innovantes. La salle orientale, au rez-de-chaussée du bâtiment entre la cour d'Angoulême et la cour de la Victoire, présente des armes de provenance dite « exotique » dans deux travées. Ces deux salles présentent une pédagogie sous le jeu de la reconstitution, contrastant avec à la muséographie initiale du musée. Ces procédés de mise en scène sont appréciés à l'époque et participent à une démocratisation des savoirs historique et scientifique.
La salle des souvenirs historiques, ouverte au rez-de-chaussée en 1891, suit ce procédé. Elle conserve des reliques de Napoléon Ier, telles que l'habit qu'il portait à Marengo ; et d'autres souverains,. Les différentes collections sont mises en scène de manière à évoquer la présence physique du souverain. Cette muséographie répond à la place de la mémoire, présente au sein de l'Hôtel des Invalides.

### Réception du public
Quant à la réception et à l'image du musée auprès du public, elles sont difficiles à appréhender faute de registre témoignant du nombre de visiteurs. Cependant, Théophile Gautier, dans un article publié le 24 mai 1857, livre ses impressions. S'intéressant d'abord au cadre architectural dans lequel se situent les œuvres, il souligne le décalage entre le calme et le retrait du monde du lieu et les engins militaires voués à détruire. Il regrette la décontextualisation des objets dans cet espace claustral qui n'a rien à voir avec l'univers militaire. Le regard qu'il porte sur les collections est celui d'un artiste et d'un amateur d'art :

« La portion la plus intéressante du musée, pour quelqu'un qui n'est ni officier d'artillerie ni militaire, c'est la galerie des Armures, peuplée de fantômes de fer, carapaces vidées des héros qui les animaient et qui conservent encore l'attitude de la vie »

— Théophile Gautier
Avec l’ouverture de la Galerie des costumes de guerre en 1876 et la Galerie du costume ethnographique en 1877, le musée de l’Artillerie s’oriente davantage vers des restitutions historiques, alors qu’il était initialement destiné aux objets et à leur science technique. Cette évolution est appuyée par la création du musée historique de l’Armée et a suscité quelques critiques de la part des amateurs d’armes attachés au domaine technique pur de l’artillerie. Parmi eux, Maurice Maindron (romancier, archéologue et critique d’art), qui écrit au conservateur Bernadac: 

« Il serait donc utile de songer à combler ces lacunes en négligeant un peu les armes orientales et exotiques, car le musée d’artillerie doit être avant tout une arméria et non un musée ethnographique »

— Maurice Maidron

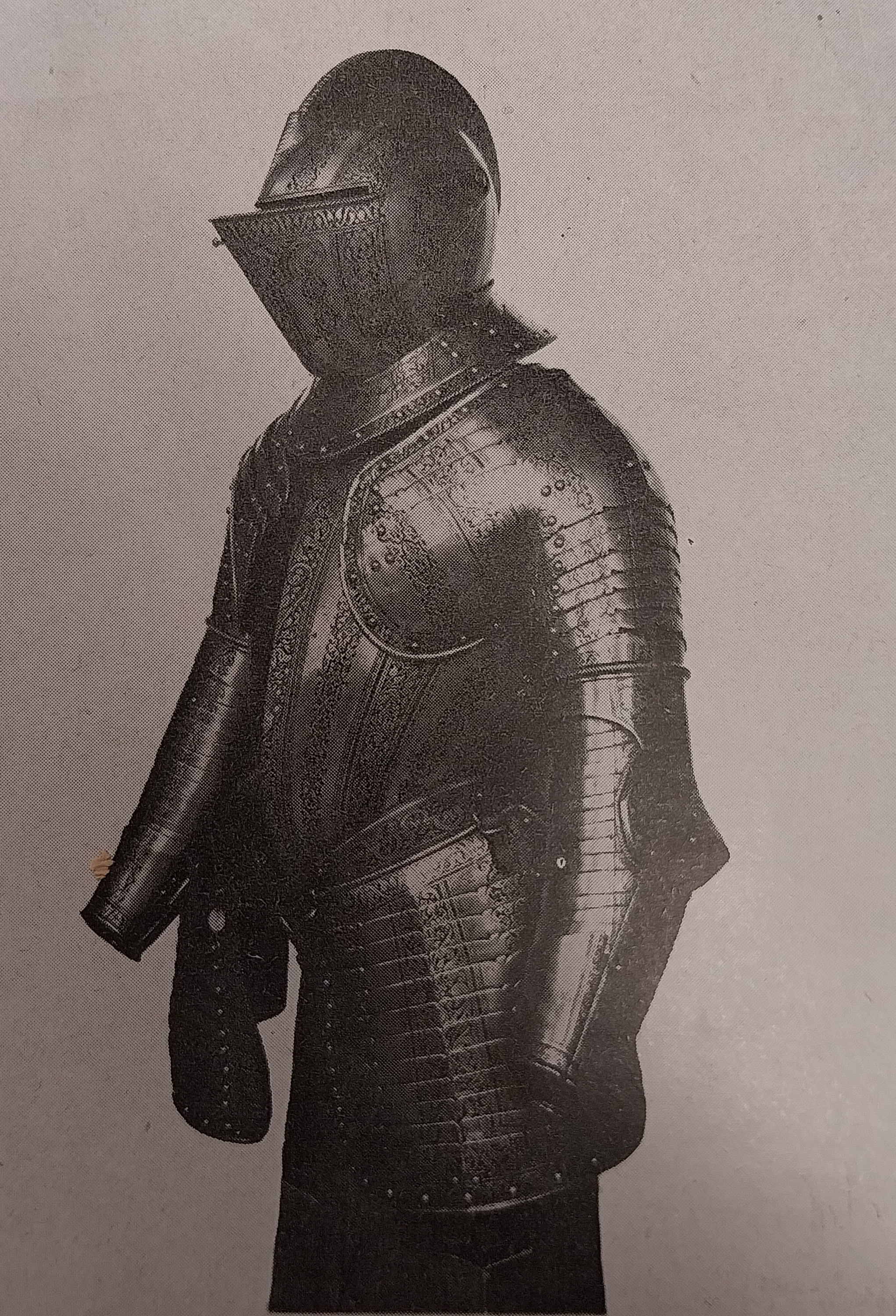
Harnois dit du Duc de Bouillon, daté de 1567

En outre, le style troubadour et le romantisme des années 1830 ont un impact durable sur la réception de la galerie des armures du musée d’Artillerie. À cela s’ajoute l’enjeu d’un patriotisme grandissant qui nécessite de glorifier les armes et armures ayant appartenu à de célèbres personnages historiques français. Le Magasin pittoresque, journal hebdomadaire bon marché, consacre trois articles au musée en évoquant avec emphase l’aspect nationaliste et sentimental des collections. Il met par exemple en avant le harnois de Godefroy de Bouillon, ou encore celui offert à Jeanne d'Arc par Charles VII. Le premier n’est en réalité pas daté du XIe siècle mais plutôt de la seconde moitié du XVIe siècle, avec des dessins dans le style de l'École de Fontainebleau. Le second n’a rien à voir avec la Pucelle puisqu’il s’agit d’une armure de combat de 1515, réalisée pour un Médicis.
Le musée est décrit par divers articles de presse. Deux articles du Journal officiel de la République française, publiés fin 1873, parlent d'un musée de l'Artillerie où se:

« joignent aux connaissances les plus approfondies le goût de l'ordre et de l'arrangement méthodique, si bien que ces vastes salles, encombrées d'objets de tout âge et de toute nature, ne fatiguent ni l'esprit ni les yeux. On va d'une vitrine à l'autre, comme dans un beau livre on va de page en page, charmé, attaché, instruit. Tout est placé à son rang, tout se déploie et, nous dirions volontiers, défile militairement. »

— Journal officiel de la République française, 1er décembre 1873
Léo de Bernard, auteur dans le journal le Monde illustré, raconte la visite du musée de l'émir Abd-el-Kader le 18 juillet 1865. Il décrit les différentes salles du parcours ; et les différents objets ayant intéressé l'émir, les armes d'Extrême-Orient et orientales ainsi que les casques des XVe et XVIe siècles. Sa visite aurait duré plus de deux heures.

## La Fusion avec le musée de l'Armée

### L'Exposition universelle de 1889

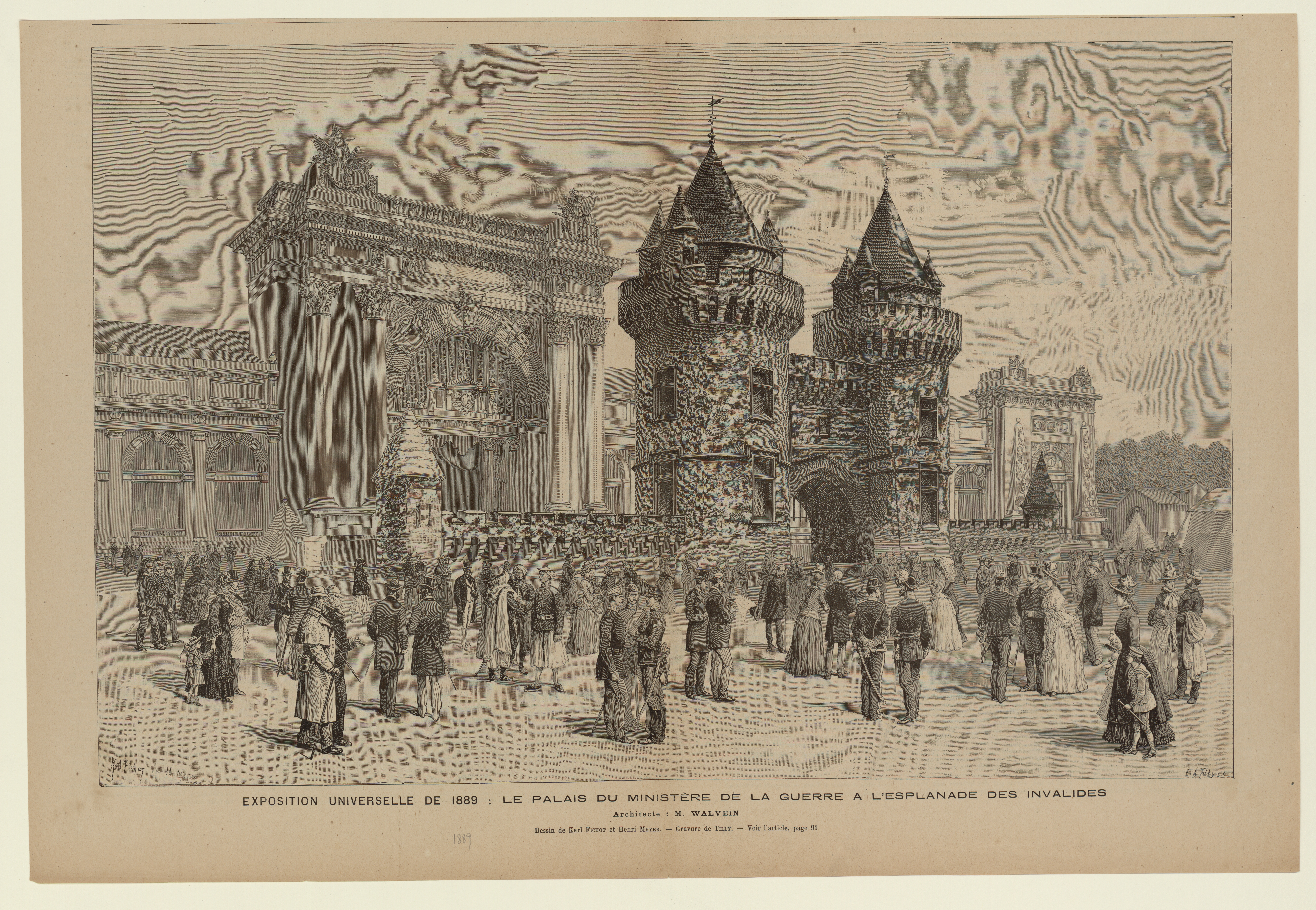
Gravure de l'Exposition Universelle de 1889. Vue sur le palais du Ministère de la Guerre

L’idée de la fusion entre le musée de l’Artillerie et le musée de l’Armée tire ses racines de l’Exposition universelle de 1889 à Paris. Un pavillon du ministère de la guerre est construit sur l’esplanade des Invalides, qui jouit d’une très bonne réception du public. Selon les sources journalistiques, le palais est aux dimensions monumentales, inspiré du modèle d’architecture de Louis XIV. Ce style s’inscrit dans l’idée étant de renouer avec la gloire et la puissance de l’armée, dans le contexte de la défaite de 1871,.
Au sein du pavillon, on compte plusieurs édifices comprenant différents services du ministère de l’Armée étalés sur 16 000 m2, dont une rétrospective sur l’armement militaire de 3 300 m2. Cette rétrospective, à la gloire des anciennes armées, était présentée comme une exposition historique, réunissant des collections privées et publiques. Par ailleurs, un catalogue d’exposition a été rédigé par le général Charles Thoumas.
La provenance des exposants est assez large. Pour les collections publiques, L’État, à travers le Dépôt du ministère et des musées (comme le musée historique de Versailles et autres musées régionaux comme le musée de Châteauroux, Reims, Amiens) prêtent leurs collections. Pour les collections privées, des prêts venant d’acteurs privés (artistes, amateurs, grandes familles), dont des pièces du peintre et collectionneur Ernest Meissonier, sont rendus possibles. Néanmoins, certaines institutions comme le musée historique de Versailles et le musée d’Artillerie sont réticents aux prêts, en raison de la bonne conservation des pièces.
L'exposition compte trois types d’objets : les tableaux (portraits, souvenirs, armes de personnalités importantes), les armes et uniformes, et les estampes et gravures de scènes militaires. Cette sélection s’adapte à un public large, amateur ou non, dans une scénographie didactique. Dans le contexte de la défaite française de 1871, cette exposition militaire cherche à entretenir et à inculquer des valeurs patriotiques, en choisissant de privilégier une approche historique plutôt que technique.
L'historien et critique d’art Germain Baspt, qui avait visité le pavillon, écrit sur l'exposition : 
« Reproduire par les monuments ou figurations historiques de l’histoire militaire (...) de façon plus saisissante qui ne pourrait le faire dans la lecture des livres».

### Réception de l'exposition et création de la Sabretache

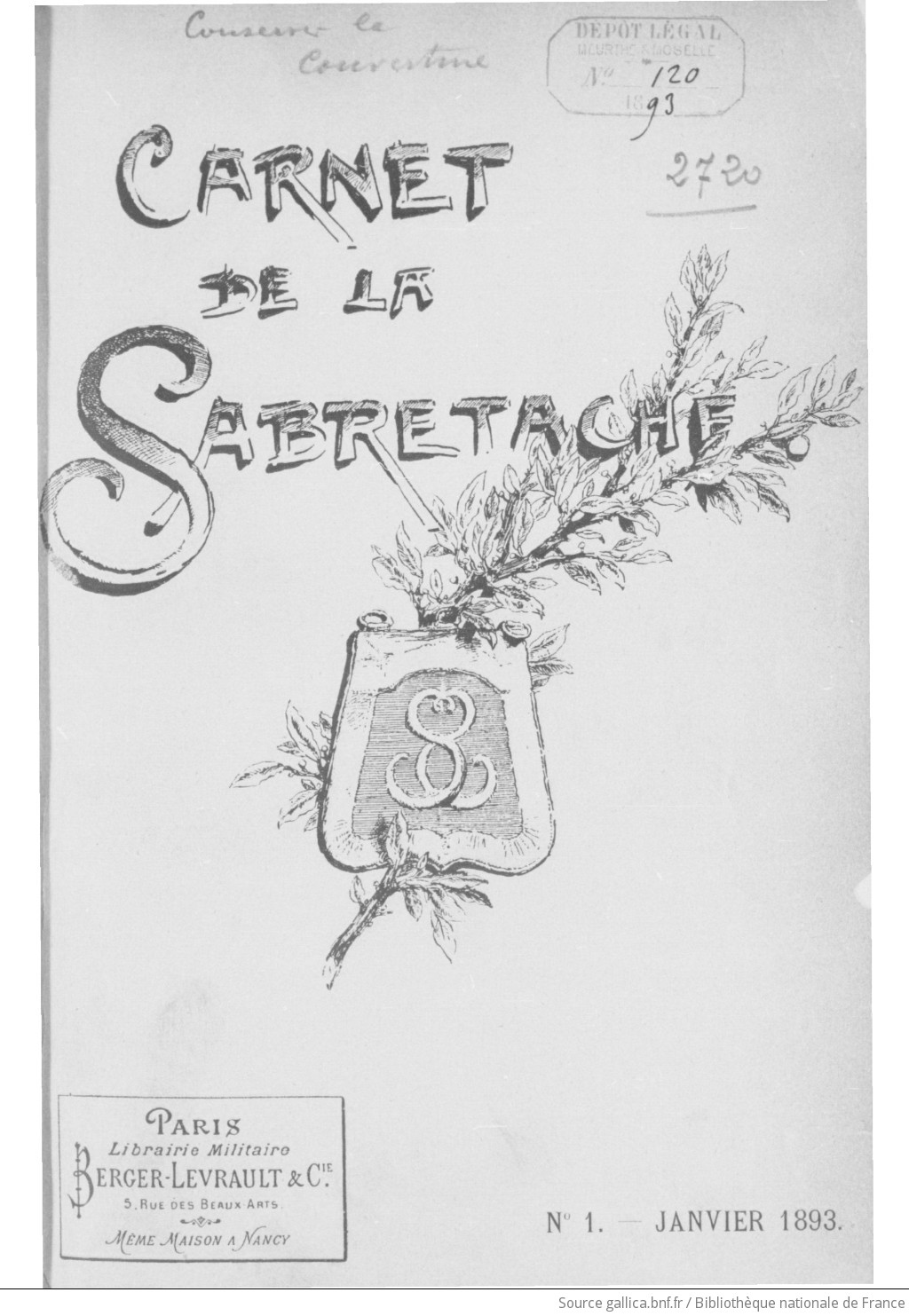
Couverture du Carnet de la Sabretache, première édition, janvier 1893

L’aspect temporaire de l’exposition attire la foule. Ce succès pour le pavillon de la Guerre interroge alors sur la création d’un musée. Le pavillon qui est géré par un petit comité d’organisation, formera la société de la Sabretache.
Au total, 600 membres sont recensés dès 1890. Des officiers, militaires, académiciens, archéologues se réunissent autour de Ernest Meissonnier, président de la société. Charles Freycinet, alors ministre de la Guerre, donne les moyens à la société de s’étendre et de multiplier ses contacts. La Sabretache publie deux fois par an une revue : Le Carnet de la Sabretache. La première est éditée en 1893. Ces revues traitent de l’histoire militaire, l’histoire de l’armement et de l’objectif de La Sabretache. En effet, la société cherche à s'agrandir en réunissant les archéologues et historiens capables d’entreprendre des travaux officiels sur l’histoire de l’Armée et de l’armement français. L'objectif étant : faire connaitre et pérenniser l'exposition qui avait eu grand succès en 1889.

### La Naissance du musée de l'Armée
Le succès de l’exposition militaire de 1889 et l’influence de la Sabretache contribuent à la naissance d'un nouveau musée. Bien qu’il y ait eu 6 tentatives avortées de proposition de faire une fusion entre le musée d’artillerie et un musée historique l'Armée potentiel, c'est en octobre 1896, sous décret présidentiel, que le musée historique de l’Armée est créé dans l'Hôtel des Invalides aux côtés du musée de l’Artillerie qui était alors installé sur l’aile occidentale du bâtiment principal. Dès lors, les Invalides comptent deux musées dans son enceinte.
Le musée historique de l'Armée est consacré à l’histoire militaire française de la fin du XVIe siècle à 1815. Son objectif est de conserver les pièces militaires du passé et du présent afin de sensibiliser l’opinion publique des hauts faits de l’armée française.
La coexistence des deux musées interroge le ministère. Une fusion a déjà été envisagée par les autorités civiles et militaires dès 1900, puisque les deux musées militaires semblent être des doublons, bien qu’ils ont tous deux un contenu et des propos différents. Le musée d’Artillerie présente les évolutions techniques de l’armement, tandis que le musée historique de l’Armée porte une structure historique et mémorielle.

Le 26 juillet 1905, la fusion entre le musée d’Artillerie et le musée historique de l’Armée conduit à la création du musée de l’Armée (tel qu’il est connu aujourd’hui), tout en intégrant des collections patrimoniales de l’Hôtel des Invalides.

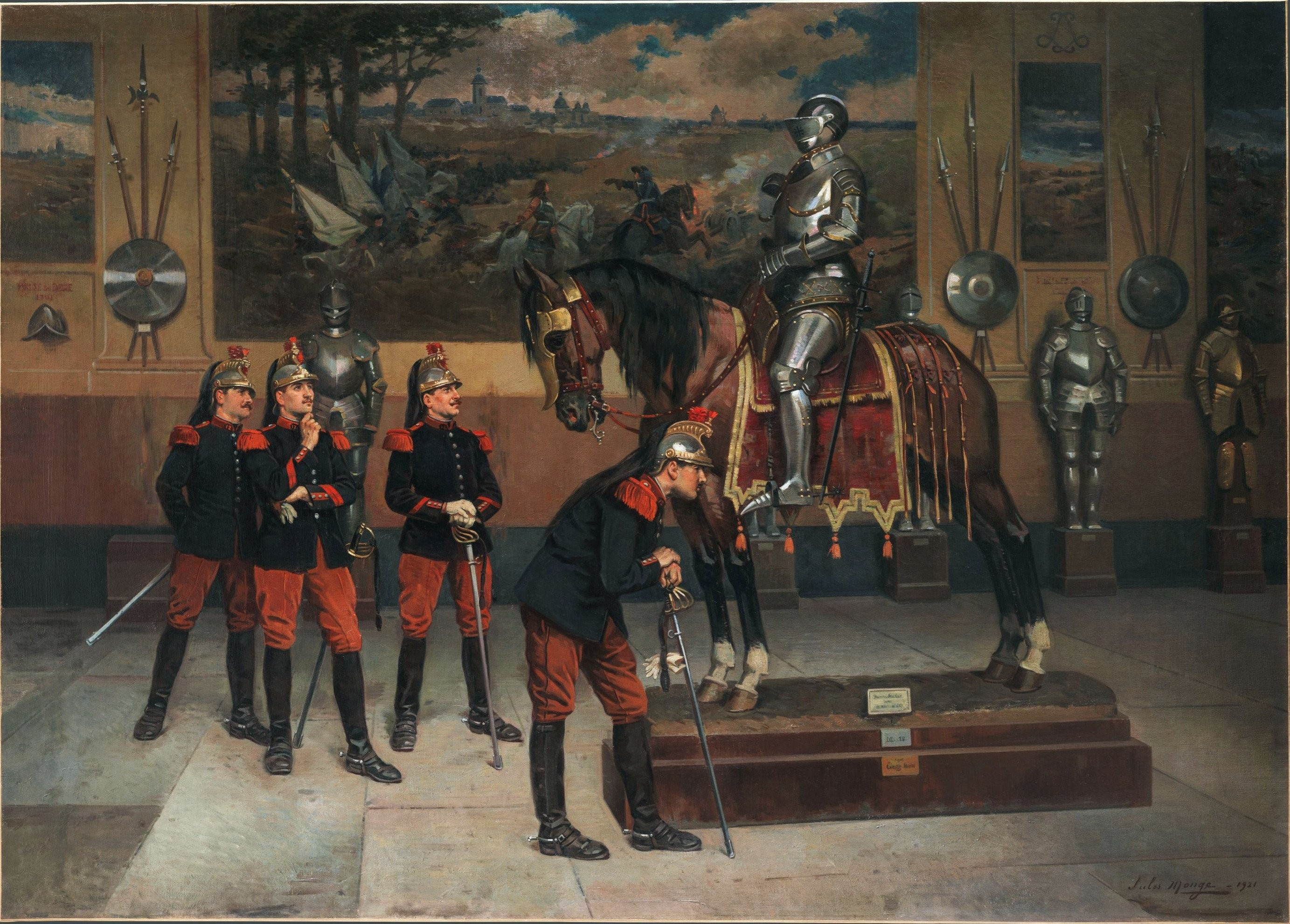
Sur ce tableau de Jules Monge, réalisé en 1921, les soldats d'un régiment de cuirassiers du début du XXe siècle visitent un ancien réfectoire où sont présentées les armures équestres des.

### Le rôle du musée dans la société contemporaine
Aujourd’hui, le musée de l'Artillerie, intégré au musée de l'Armée, demeure un lieu incontournable pour comprendre l’évolution des armes et de l’artillerie, ainsi que l’histoire militaire dans son ensemble. Grâce à ses collections, il retrace les grandes étapes de l’évolution technologique des équipements militaires, illustrant les progrès réalisés au fil des siècles dans la conception des armes et des armures.

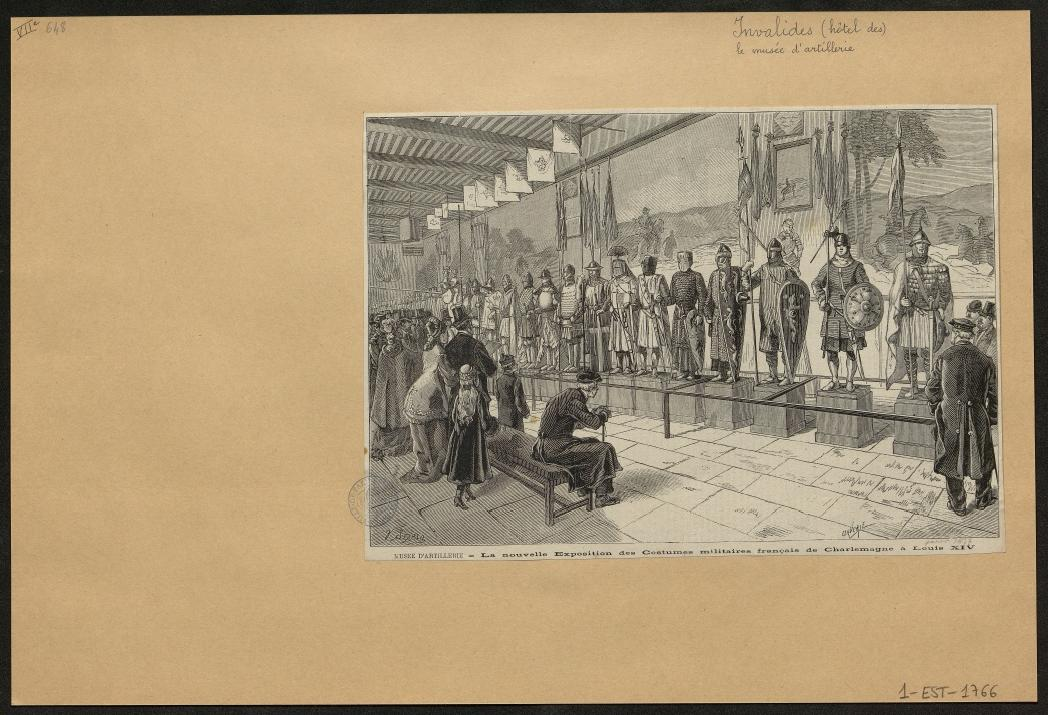
Musée d'artillerie, La nouvelle exposition des costumes militaires de Charlemagne à Louis XIV.

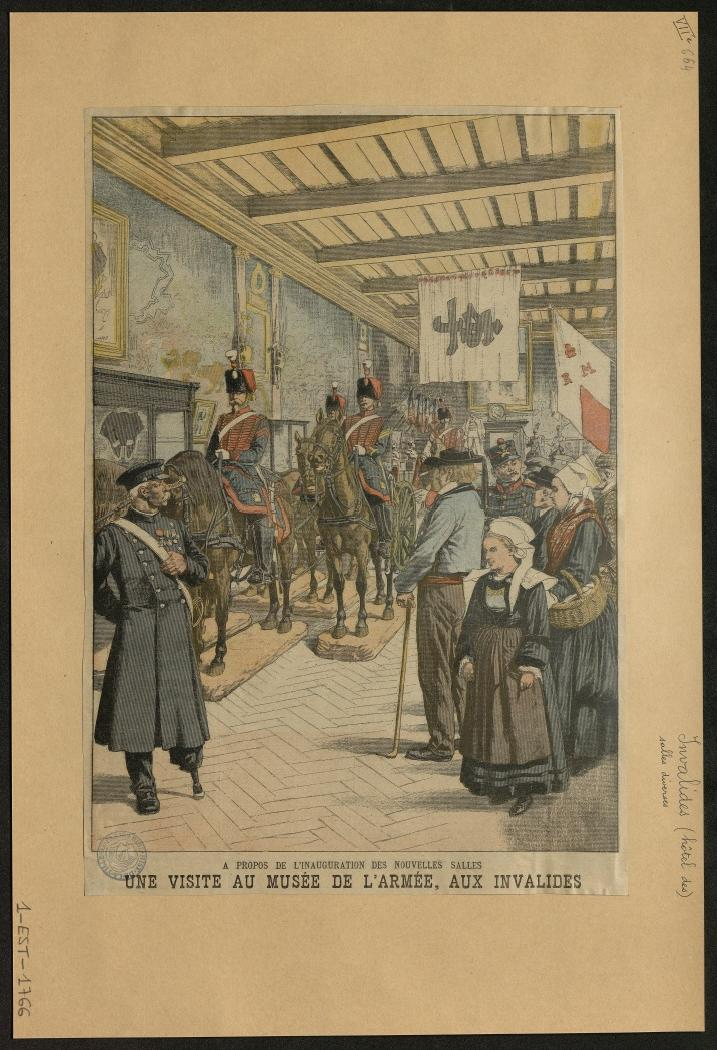
À l'occasion de l'inauguration des nouvelles salles du musée de l'Armée aux Invalides, une visite est organisée pour découvrir les collections.

À l’ère de la mondialisation, le musée continue de réactualiser sa mission pédagogique en intégrant de nouvelles technologies. Cette transition vers la modernité ne remet toutefois pas en cause la mission originelle du musée, qui demeure axée sur la conservation et la transmission des connaissances, notamment sur l’artillerie et son rôle dans l’histoire militaire.
Le musée de l'Artillerie n’est désormais plus seulement un lieu de conservation, mais un véritable centre éducatif. Au-delà de sa mission de mémoire, il propose des expériences pratiques et pédagogiques, sensibilisant le grand public à l’histoire militaire, aux valeurs de la défense, et aux enjeux de la citoyenneté. Il reste ainsi un acteur clé dans la préservation du patrimoine militaire et dans l’éducation des générations futures, en offrant un espace de réflexion sur les symboles et les traditions militaires et en créant un dialogue entre l’histoire militaire et la société contemporaine.
En intégrant l’artillerie à l’histoire globale de l’armée française, cette initiative a également renforcé la visibilité du musée au sein de l'institution, attirant ainsi un public plus large et contribuant à démocratiser la culture militaire. Le musée a ainsi gagné en pertinence, en offrant une présentation plus accessible et intégrée de son sujet. Cette refonte de l’approche muséographique a permis de répondre aux attentes variées d’un public diversifié, allant de ceux intéressés uniquement par l’histoire des techniques militaires aux plus curieux intrigués par les événements historiques associés aux objets exposés.
Le musée d’Artillerie, transféré aux Invalides en 1872 et fusionné avec le Musée de l’Armée en 1905, a joué un rôle central dans la démocratisation de l’histoire militaire. Cette intégration a renforcé sa mission éducative, élargi son public et permis une présentation plus cohérente de l’histoire militaire française, mettant en valeur l’artillerie comme élément clé de l’évolution des armées.

### Tableau récapitulatif des figures présentées dans la galerie ethnographique du Musée d'artillerie[28]
| Continent | Personnage                                                                                              | Descriptions des armes de chaque peuple dans la notice | Provenance                                                                                                  |
| --------- | --- | --- | --- |
| Afrique   | Un soldat kabyle                                                                                        | Fusil de forme arabe et flissa, sabre à lame droite et pointue. | Non renseignée                                                                                              |
| Afrique   | Un soldat de la tribu des Beni-Mezab                                                                    | Fusil de forme arabe et sabre | Non renseignée                                                                                              |
| Afrique   | Un soldat marocain des montagnes du Sud                                                                 | Pistolet tromblon, fusil, poignard et sabre marocain. | Non renseignée                                                                                              |
| Afrique   | Un Touareg                                                                                              | Epée droite, poignard, lance en fer de 2,60 m de haut avec dard barbelé, arme de jet de forme singulière en fer et grand bouclier en peau d'antilope.                        | Don de l'armement par M. le maréchal Randon.                                                                |
| Afrique   | Un chef arabe du Sud                                                                                    | Fusil, pistolets, sabre, poignard et petit couteau. | Non renseignée                                                                                              |
| Afrique   | Un fantassin arabe, inspiré des troupes d'Abd-el-Kader                                                  | Yatagan, sabre de forme particulière et petit couteau. | Non renseignée                                                                                              |
| Afrique   | Un soldat abyssin (cavalier ou fantassin)                                                               | Non renseigné | Non renseignée                                                                                              |
| Afrique   | Un soldat arabe du Zanzibar                                                                             | Lance, poignard recourbé et épée droite. | Dons des armes par le sultan du Zanzibar. le vêtement lui a été donné par M. Rabaud, négociant à Marseille. |
| Afrique   | Un soldat arabe de la côte d'Aden                                                                       | Poignard, sabre légèrement courbe, poudrière et cartouchière. | Non renseignée                                                                                              |
| Afrique   | Un Nubien                                                                                               | Lance aiguë, longue épée et bouclier de peau d'éléphant. | Non renseignée                                                                                              |
| Afrique   | Un chef Yolof                                                                                           | Fusil à pierre de fabrication européenne, sabre et poire à poudre. | Don du costume par M. Aubry le Comte, commissaire de la Marine.                                             |
| Afrique   | Un chef peul du haut Sénégal                                                                            | Sabre, lance en forme de feuille de sauge, arc et carquois. | Non renseignée                                                                                              |
| Afrique   | Un homme du Bertat                                                                                      | Bouclier de forme allongée, lance en fer à dard barbelé de 2,60 m de haut, poignard ou couteau, casse-tête en ivoire et arme recourbée de forme particulière.                | Non renseignée                                                                                              |
| Afrique   | Un homme de la contrée des Gallas                                                                       | Poignard en fer, épée courte avec poignée en corne, carquois, deux longs javelots, bouclier en peau épaisse et casse-tête en ivoire.                                         | Non renseignée                                                                                              |
| Afrique   | Un homme du Gabon                                                                                       | Arbalète, sabre, poignard, hache, deux javelots et bouclier en peau d'éléphant.                                                                                              | Don du bouclier par l'Exposition permanente des colonies au Palais de l'Industrie.                          |
| Afrique   | Un homme de la côte de Guinée                                                                           | Fusil à pierre européen. | Non renseignée                                                                                              |
| Afrique   | Un homme cafre Bassouto                                                                                 | Bouclier en peau de bœuf avec une houlette pourvue d'un panache de plumes noires d'autruche, lance, sagaie à dard en fer, casse-tête en corne de rhinocéros, arc et flèches. | Non renseignée                                                                                              |
| Afrique   | Un chef sakalava (Madagascar)                                                                           | Un fusil européen ornementé par les Sakalava. | Don de M. Grandidier.                                                                                       |
| Afrique   | Un homme de la tribu des Betsileos (Madagascar)                                                         | Bouclier en bois recouvert d'une peau de bœuf et deux sagaies. | Don de M. Edmond Guillemin-Tarayre.                                                                         |
| Afrique   | Un chef cafre de la tribu des Zoulous                                                                   | Non renseignées. | Don de M. Lanen, consul de France au Cap de Bonne Espérance.                                                |
| Océanie   | Un chef Kanaque                                                                                         | Sagaie en bois dur, fronde et casse-tête. | Non renseignée                                                                                              |
| Océanie   | Un Kanaque avec un masque de guerre                                                                     | Sagaie. | Non renseignée                                                                                              |
| Océanie   | Un Australien avec un morceau de peau de casoar sur le front                                            | Sagaie et vummera. | Non renseignée                                                                                              |
| Océanie   | Un Australien avec un morceau de peau de kangourou sur le front                                         | Boomerang et casse-tête. | Non renseignée                                                                                              |
| Océanie   | Un Papou                                                                                                | Casse-tête avec un long manche en bois dur et un globe de serpentine, lance barbelée et flèche armée d'un petit marteau.                                                     | Non renseignée                                                                                              |
| Océanie   | Un homme des îles l'Amirauté                                                                            | Sagaie avec un dard en obsidienne, petit couteau avec une lame en obsidienne                                                                                                 | Non renseignée                                                                                              |
| Océanie   | Un homme de Nouvelles-Hébrides                                                                          | Lance avec des piquants faits en os humain et poignard en bois avec des dents de requins sur les arêtes.                                                                     | Non renseignée                                                                                              |
| Océanie   | Un chef de l'île de Saint-Cristoval                                                                     | Arc, flèches et casse-tête. | Non renseignée                                                                                              |
| Océanie   | Un homme des îles Viti                                                                                  | Casse-tête, petite massue et lance. | Non renseignée                                                                                              |
| Océanie   | Un Papou                                                                                                | Sabre, longue lance en fer et bouclier orné de fragments d'ovules blanches.                                                                                                  | Non renseignée                                                                                              |
| Océanie   | Un guerrier du Havre de Dorey (Nouvelle-Guinée)                                                         | Non renseignées. | Dons des armes et objets par M. Maindron, naturaliste explorateur du Muséum.                                |
| Océanie   | Un homme de l'île de Bornéo                                                                             | Sarbacane, carquois, flèches, sabre à la garde ornée de cheveux, petit couteau et bouclier orné de cheveux d'ennemis.                                                        | Non renseignée                                                                                              |
| Océanie   | Un homme malais                                                                                         | Deux kris (poignards), lance et fusil européen. | Costume donné par M. Cernuschi.                                                                             |
| Océanie   | Un homme des îles Carolines en tenue de guerre                                                          | Massue, grande lance barbelée, arme garnie de dents de squale, fronde et hache en coquille de tridaene.                                                                      | Don de M. Ballieu, consul de France à Honolulu (île Hawaï).                                                 |
| Océanie   | Un homme taïtien                                                                                        | Longue lance barbelée et casse-tête. | Don du costume par l'Exposition permanente des colonies au Palais de l'Industrie.                           |
| Océanie   | Un chef néo-zélandais                                                                                   | Longue lance de bois dur barbelée, casse-tête en bois de 1,50 m et mère ou patou patou (casse-tête).                                                                         | Non renseignée                                                                                              |
| Océanie   | Un homme des îles Marquises avec une couronne de coquilles blanches et d'écailles                       | Casse-tête, longue lance et javelot en bois dur. | Non renseignée                                                                                              |
| Océanie   | Un homme des îles Marquises avec une grande coiffe en plumes de coq                                     | Casse-tête, longue lance et javelot en bois dur. | Non renseignée                                                                                              |
| Océanie   | Un soldat de la garde du roi des îles Hawaï ou Sandwich                                                 | Lance en bois et herminette en basalte. | Non renseignée                                                                                              |
| Amérique  | Un guerrier natif américain avec un scalp                                                               | Scalp (couteau). | Non renseignée                                                                                              |
| Amérique  | Trois autres natifs américains (les quatre sont dits « Peaux-Rouges » dans la notice.)                  | Tomahawk, arc, flèches et casse-tête. | Non renseignée                                                                                              |
| Amérique  | Un homme guyanais de la région de Para                                                                  | Grand arc en bois dur, grandes flèches en bambou empoisonnées avec du curare, grande massue en bois de palmier et petit casse-tête.                                          | Non renseignée                                                                                              |
| Amérique  | Un homme de la tribu des Mundrucus (Brésil)                                                             | Sarbacane, carquois, flèches empoisonnées, engin de guerre (à la fois casse-tête et arme de jet).                                                                            | Non renseignée                                                                                              |
| Amérique  | Un homme de la tribu des Jivaros (Équateur)                                                             | Grande massue taillée en forme de couteau à un seul tranchant et longue lance ornée de plumes.                                                                               | Non renseignée                                                                                              |
| Amérique  | Un homme de la tribu des Botocudos (Brésil)                                                             | Arc, flèches et petit couteau en bois dur. | Non renseignée                                                                                              |
| Amérique  | Un homme de la tribu des Campas (Pérou)                                                                 | Arc, flèches et lance en bois. | Don de M. Grandidier.                                                                                       |
| Amérique  | Un homme de la tribu des Maxuranas (Brésil)                                                             | Casse-tête. | Non renseignée                                                                                              |
| Amérique  | Un homme de la tribu des Coerunas (Brésil ?)                                                            | Tacape (petite casse-tête). | Non renseignée                                                                                              |
| Amérique  | Un Péruvien inspiré des vêtements retrouvés dans la nécropole d'Ancon, de l'époque du royaume des Incas | Casse-tête formé d'un manche de palmier et d'une pierre en forme d'étoile, grand arc en palmier, flèches et massue en bois plat.                                             | Don du costume et des armes par M. Marcotte.                                                                |
| Amérique  | Un homme des Pampas de la Plata, dit un Gaucho                                                          | Fusil et sabre de fabrication européenne. | Non renseignée                                                                                              |
| Amérique  | Un guérillero mexicain                                                                                  | Lasso, sabre et fusil à piston. | Non renseignée                                                                                              |
| Amérique  | Un homme de l'Arctique (appelé dans la notice « esquimau »).                                            | Lance-harpon et massue. | Don de M. Ballieu, consul de France à Honolulu (îles Hawaï).                                                |
| Amérique  | Un homme des îles Aléoutiennes                                                                          | Deux javelots à dards barbelés, massue coudée, carquois en peau de poisson et deux flèches.                                                                                  | Non renseignée                                                                                              |
| Asie      | Un soldat coréen                                                                                        | Grande lance et sabre. | Don de M. le lieutenant-colonel Le Clerc.                                                                   |
| Asie      | Un chef annamite lors de la première occupation de la Cochinchine, le rebelle Axoa                      | Massue ou bâton de commandement à tête de dragon en cuivre. | Don de l'Exposition permanente des colonies au Palais de l'Industrie.                                       |
| Asie      | Quatre soldats japonais dont un soldat en costume d'escrime                                             | Sabre, dague, éventail de fer et sorte de hallebarde. | Non renseignée                                                                                              |
| Asie      | Un mandarin chinois en costume de guerre                                                                | Sabre, arc et flèches dans deux carquois. | Don du costume par le commandant Giquel, fondateur de l'arsenal chinois de Fou-Tcheou.                      |
| Asie      | Un fantassin du premier corps chinois                                                                   | Petit sabre et fusil à mèches. | Don du costume par le commandant Giquel, fondateur de l'arsenal chinois de Fou-Tcheou.                      |
| Asie      | Un fantassin du troisième corps chinois                                                                 | Fauchard. | Don du costume par le commandant Giquel, fondateur de l'arsenal chinois de Fou-Tcheou.                      |
| Asie      | Un fantassin du quatrième corps chinois                                                                 | Sabre et lance. | Don du costume par le commandant Giquel, fondateur de l'arsenal chinois de Fou-Tcheou.                      |
| Asie      | Un soldat monghol de Boukhara                                                                           | Arc, carquois, hache de guerre et bouclier en brins de jonc recouverts de soie avec un large cône en fer damasquinée en or.                                                  | Non renseignée                                                                                              |
| Asie      | Un soldat indien avec une armure complète de maille                                                     | Arc, flèches, deux carquois et hache de guerre. | Don de l'armure par M. Cernuschi.                                                                           |
| Asie      | Un soldat indien avec une « armure à miroir »                                                           | Lance, sabre indien, poignard et bouclier jaune ambré. | Non renseignée                                                                                              |
| Asie      | Un chef indien de Delhi                                                                                 | Sabre et fusil. | Non renseignée                                                                                              |
| Asie      | Un soldat circassien                                                                                    | Sabre, pistolet, fusil et knout (fouet). | Non renseignée                                                                                              |
| Asie      | Un chef de l'aristocratie albanaise                                                                     | Deux pistolets, fusil, poignard et yatagan. | |